# 13. März
Der 13. März ist der 72. Tag des gregorianischen Kalenders (der 73. in Schaltjahren), somit bleiben 293 Tage bis zum Jahresende.

## Ereignisse

### Politik und Weltgeschehen
- 624: In der Schlacht von Badr siegen die von Mohammed geführten Muslime über die Quraisch. Es ist eine der wenigen Schlachten, die im Koran Erwähnung finden.
- 1534: Nachdem ihm in einem Prozess trotz eindeutiger Beweislage sein Recht gegen den Junker Günther von Zaschwitz nicht zuerkannt worden ist, erklärt der Kaufmann Hans Kohlhase dem Kurfürstentum Sachsen die Fehde.

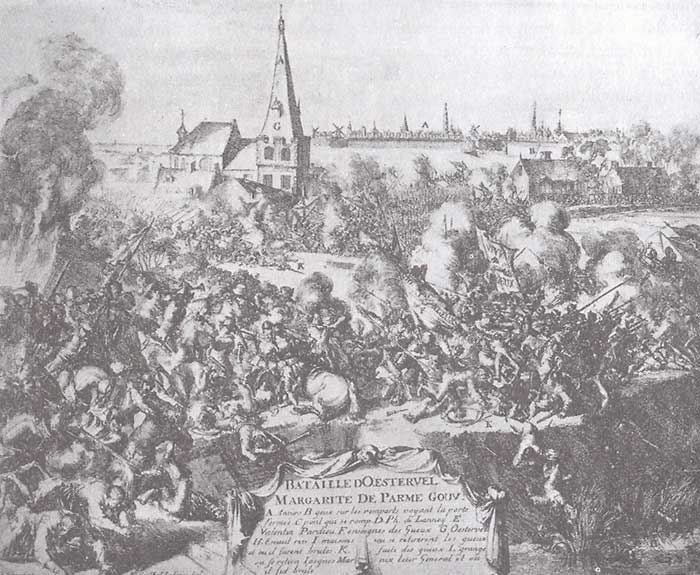
1567: Schlacht von Oosterweel

- 1567: In der Schlacht von Oosterweel im Vorfeld des Achtzigjährigen Krieges besiegt eine spanische Armee niederländische Rebellen.

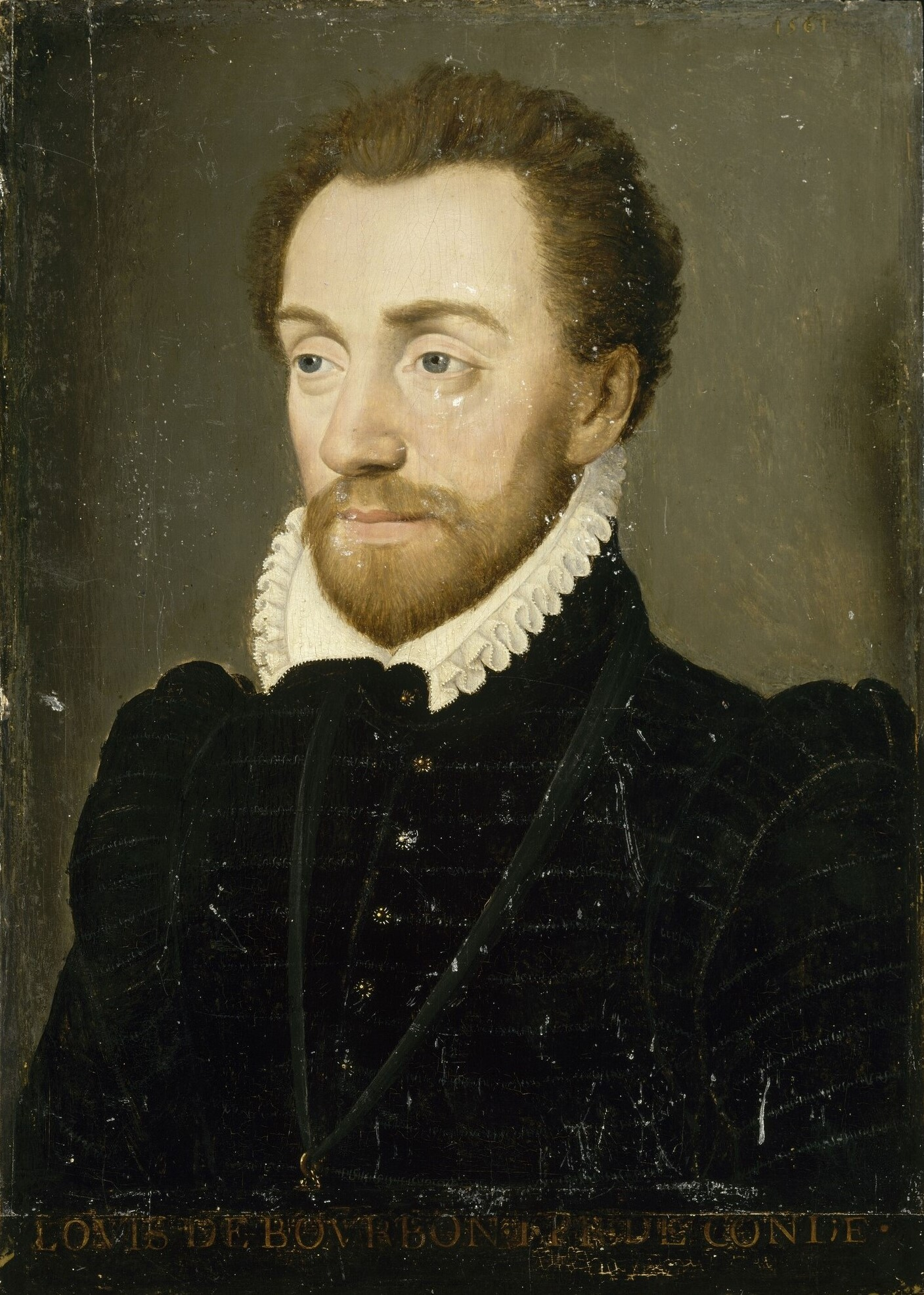
1569: Ludwig I. von Bourbon

- 1569: Im Dritten Hugenottenkrieg siegen die Truppen der Katholiken in der Schlacht bei Jarnac. Sie werden vom späteren Marschall de Tavannes und dem Herzog von Anjou, dem späteren König Heinrich III., in den Kampf geführt. Ihren gefangenen Gegner Louis I. de Bourbon, prince de Condé lassen sie kurzerhand erschießen.
- 1697: Spanische Soldaten nehmen die auf einer Insel im Petén-Itzá-See gelegene Stadt Tayasal, das heutige Flores, ein. Der letzte Rückzugsort von Itzá-Mayas wird anschließend zerstört.
- 1707: Die militärische Stärke der Truppen Prinz Eugens von Savoyen führt im Spanischen Erbfolgekrieg nach der Schlacht von Turin zur Generalkapitulation Frankreichs. König Ludwig XIV. verzichtet auf alle Besitzansprüche in Italien mit Ausnahme Neapels.
- 1741: Im Zuge einer kolonialen Auseinandersetzung zwischen Großbritannien und Spanien beginnt die Belagerung von Cartagena, die bis zum 20. Mai dauert und mit dem Abzug der Briten endet.

1794: Jacques-René Hébert

- 1794: Der Wohlfahrtsausschuss unter Maximilien Robespierre lässt in der Nacht auf den 14. März die führenden Hébertisten unter Jacques-René Hébert, den radikalen Arm der Cordeliers, verhaften. Damit erlangt der im Vorjahr beschlossene Terror der Französischen Revolution einen ersten Höhepunkt.
- 1809: Nach dem Verlust Finnlands im Russisch-Schwedischen Krieg und der Besetzung Pommerns durch französische Truppen im Vierten Koalitionskrieg wird der schwedische König Gustav IV. Adolf durch eine Offiziersverschwörung entthront und auf Schloss Gripsholm gefangen gesetzt.
- 1813: Um den Rückzug der Grande Armée nach dem desaströsen Russlandfeldzug zu decken, lässt der französische Marschall Louis-Nicolas Davout die Brücke über die Elbe in Meißen niederbrennen.
- 1821: König Viktor Emanuel I. dankt im Königreich Sardinien ab, bleibt aber Herzog von Savoyen. Sein Bruder Karl-Felix folgt ihm auf dem Thron nach.
- 1846: Weil die Großgrundbesitzerin Mrs. Gerrard im irischen Ballinlass, County Galway, Viehzucht betreiben will, lässt sie rund 300 Pächter aus dem Ort vertreiben und ihre Häuser niederreißen. Der Ballinlass Incident ist kein Einzelfall während der Großen Hungersnot in Irland.

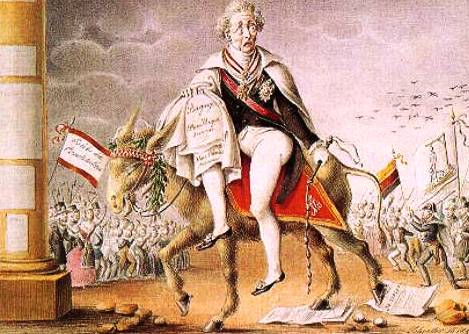
1848: Zeitgenössische Karikatur zur Flucht Metternichs

- 1848: Mit dem Sturm auf das Ständehaus beginnt die Märzrevolution in Wien und greift in den folgenden Tagen auf das ganze Kaisertum Österreich über. Am selben Abend tritt der österreichische Staatskanzler Fürst von Metternich zurück und flieht nach London.
- 1852: Danilo I. begründet das erbliche Fürstentum in Montenegro.
- 1865: Im Amerikanischen Bürgerkrieg erlauben die Südstaaten mit einem Bundesgesetz widerwillig den Einsatz afroamerikanischer Soldaten in ihrem Heer.

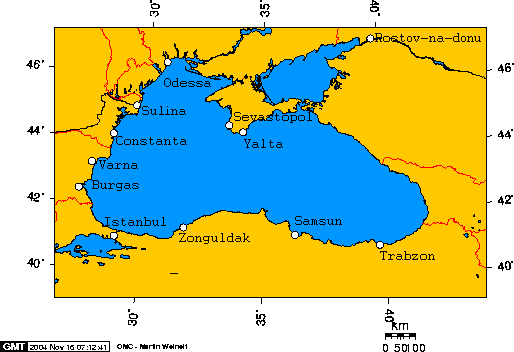
1871: Schwarzes Meer

- 1871: Die Pontuskonferenz in London hebt auf gemeinsamen Druck Russlands und des Deutschen Kaiserreichs die Neutralität und Entmilitarisierung des Schwarzen Meeres auf.
- 1881: Der russische Zar Alexander II. wird durch ein Sprengstoffattentat der Untergrundorganisation Narodnaja Wolja getötet. Nachfolger wird sein Sohn Alexander III.
- 1894: In Korea schlagen Regierungstruppen den ersten Donghak-Aufstand von Bauern nieder.
- 1900: Im Zweiten Burenkrieg nehmen britische Kräfte Bloemfontein im Oranje-Freistaat ein.
- 1912: Serbien und Bulgarien schließen ein geheimes Defensivbündnis, aus dem der gegen das Osmanische Reich gerichtete Balkanbund erwächst.
- 1920: Wolfgang Kapp erklärt die demokratisch gewählte deutsche Reichsregierung unter Gustav Bauer für abgesetzt, die Nationalversammlung für aufgelöst und sich selbst nach der militärischen Besetzung des Berliner Regierungsviertels zum Reichskanzler. Vier Tage später bricht der Kapp-Putsch zusammen.

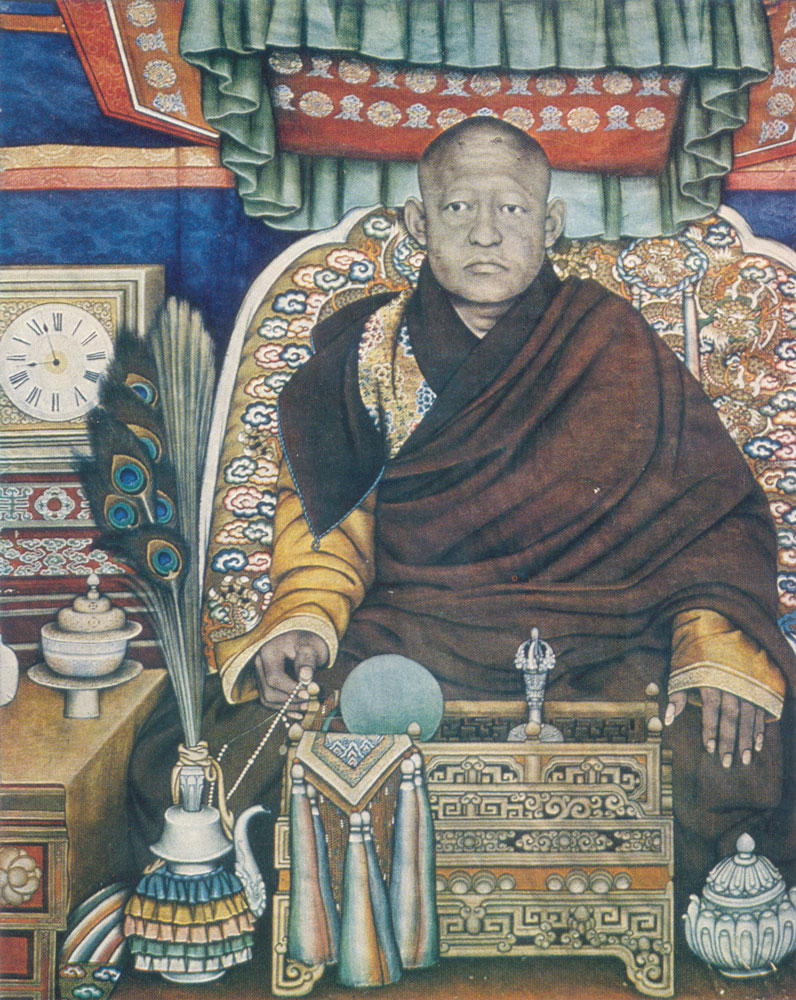
1921: Bogd Khan

- 1921: In der Mongolei wird eine unabhängige Monarchie ausgerufen. Der deutschbaltische Baron Roman von Ungern-Sternberg wird alleiniger Herrscher unter dem nominellen Oberhaupt Bogd Khan. Eine sechsmonatige Diktatur beginnt.
- 1925: Mit dem Butler Act wird in Tennessee per Gesetz verboten, an staatlichen oder staatlich geförderten Schulen die Evolutionstheorie von Charles Darwin zu lehren, wenn diese Lehre sich auf die Abstammung des Menschen von „niedrigeren“ Lebewesen bezieht.
- 1932: Im ersten Wahlgang der Reichspräsidentenwahl siegt Amtsinhaber Paul von Hindenburg vor Adolf Hitler, verfehlt aber knapp die absolute Mehrheit.
- 1933: Im Zuge der „Machtergreifung“ in Deutschland durch die NSDAP wird durch Erlass von Reichspräsident Hindenburg das Reichsministerium für Volksaufklärung und Propaganda gegründet, dessen Minister Joseph Goebbels wird.

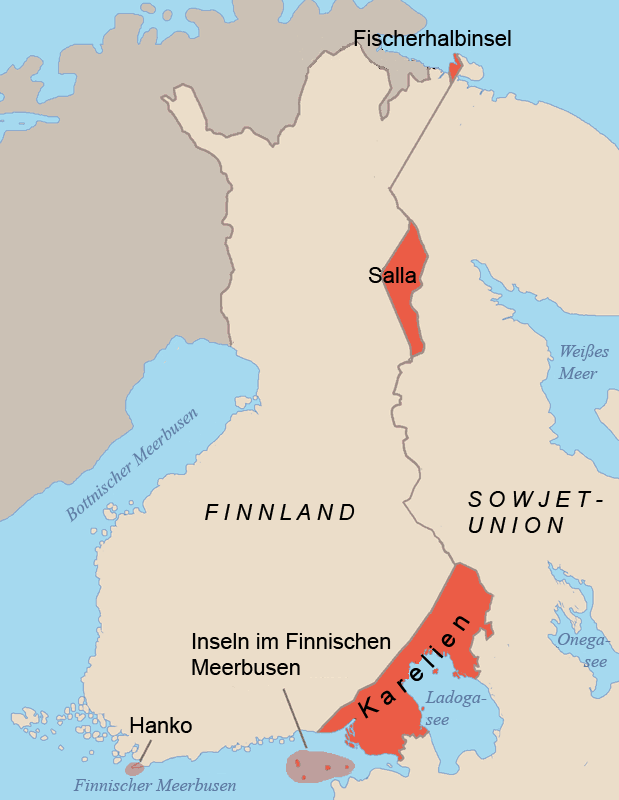
1940: Finnische Gebietsverluste

- 1940: Mit der Unterzeichnung des Moskauer Friedensvertrags endet der Winterkrieg zwischen Finnland und der Sowjetunion. Finnland wahrt seine Unabhängigkeit, muss aber Teile seines Staatsgebiets an die Sowjetunion abtreten und die Stadt Hanko als Flottenstützpunkt verpachten.
- 1940: Der revolutionäre Sikh Udham Singh erschießt in London Sir Michael O’Dwyer, den früheren Gouverneur des Punjab und Verantwortlichen für das am 13. April 1919 vom britischen Militär verübte Massaker von Amritsar.
- 1954: Im Indochinakrieg greifen die Việt Minh unter General Võ Nguyên Giáp überraschend mit chinesischem Beutegut aus dem Koreakrieg die französischen Truppen bei Điện Biên Phủ an. In der bis zum 7. Mai dauernden Schlacht erleiden die Franzosen in der Folge eine entscheidende Niederlage, die zum Verlust ihres Kolonialreiches in Südostasien führt.
- 1954: Der sowjetische Auslandsgeheimdienst KGB wird offiziell gegründet.
- 1955: In Nepal findet nach dem Tod des Königs Tribhuvan ein Thronwechsel statt. Sein Sohn Mahendra regiert über das Land.

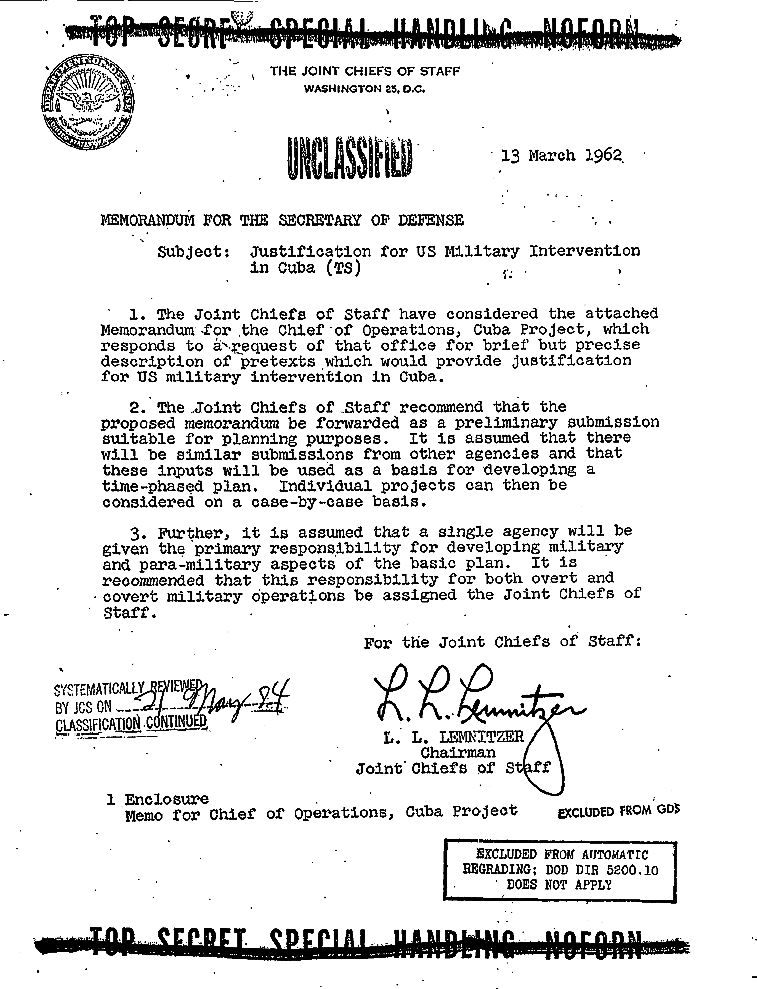
1962: Dokument zu Operation Northwoods

- 1962: Der Generalstab der US-amerikanischen Streitkräfte legt US-Präsident John F. Kennedy den Geheimplan Operation Northwoods vor, der in der Absicht verfasst worden ist, eine allgemeine Zustimmung und Unterstützung für eine militärische Invasion von Kuba zu gewinnen. Präsident Kennedy lehnt den Plan ab, der unter anderem fingierte Angriffe auf US-Bürger vorsieht.
- 1978: In Assen nehmen Ambonesen 70 Menschen als Geiseln und verlangen die Freilassung von 21 molukkischen Gefangenen. Am Tag darauf beenden niederländische Elitekräfte die Geiselnahme, wobei eine Person später an bei der Aktion erlittenen Verwundungen stirbt.
- 1979: Die New Jewel Movement unter Maurice Bishop übernimmt nach einem Putsch gegen Premierminister Eric Gairy die Macht in Grenada.
- 1990: Die Richterin Ertha Pascal-Trouillot wird als erste Frau zur Präsidentin von Haiti ernannt. Sie folgt auf Hérard Abraham, der als zuvor erfolgreicher Putschist gegen den Präsidenten Prosper Avril nach drei Tagen auf das Amt verzichtet.
- 1991: Margot und Erich Honecker werden vom sowjetischen Militärhospital in Beelitz-Heilstätten aus nach Moskau ausgeflogen.
- 1997: Auf Grund des Lotterieaufstands bricht in Albanien die staatliche Ordnung kurzfristig völlig zusammen. Das führt in Deutschland zur Einleitung der Operation Libelle zur Evakuierung ausländischer Staatsbürger durch die Bundeswehr.
- 2005: Im zweiten Durchgang der Parlamentswahl in Kirgisistan, bei denen OSZE-Wahlbeobachter massive Unregelmäßigkeiten feststellen, erhält die Opposition nur 6 der 75 Mandate. Das führt in der Folge zur Tulpenrevolution und dem Sturz von Präsident Askar Akajew und Premierminister Nikolai Tanajew.
- 2018: Per Twitter entlässt US-Präsident Donald Trump Außenminister Rex Tillerson und benennt CIA-Direktor Mike Pompeo als dessen Nachfolger.

### Wirtschaft
- 1829: Zum Zwecke der Schifffahrt auf der Donau und ihren Nebenflüssen wird im Kaisertum Österreich die Erste Donau-Dampfschiffahrts-Gesellschaft gegründet, die sich zur weltgrößten Binnenreederei entwickeln wird.
- 1919: In Berlin wird die Deutsche Gesellschaft für Schädlingsbekämpfung (Degesch) unter Beteiligung des Deutschen Reiches als gemeinnütziges Wirtschaftsunternehmen gegründet. Das Stammkapital von 1.010.000 Mark wird von zehn Firmen erbracht, unter anderem der Degussa und der BASF.
- 1979: Das Europäische Währungssystem (EWS) tritt rückwirkend zum 1. Januar als währungspolitische Zusammenarbeit der Länder der Europäischen Gemeinschaft in Kraft.
- 2008: Der im Aufwind befindliche Goldpreis überschreitet im Handel an der New York Mercantile Exchange erstmals die Marke von 1000 US-Dollar pro Unze Feingold.

### Wissenschaft und Technik

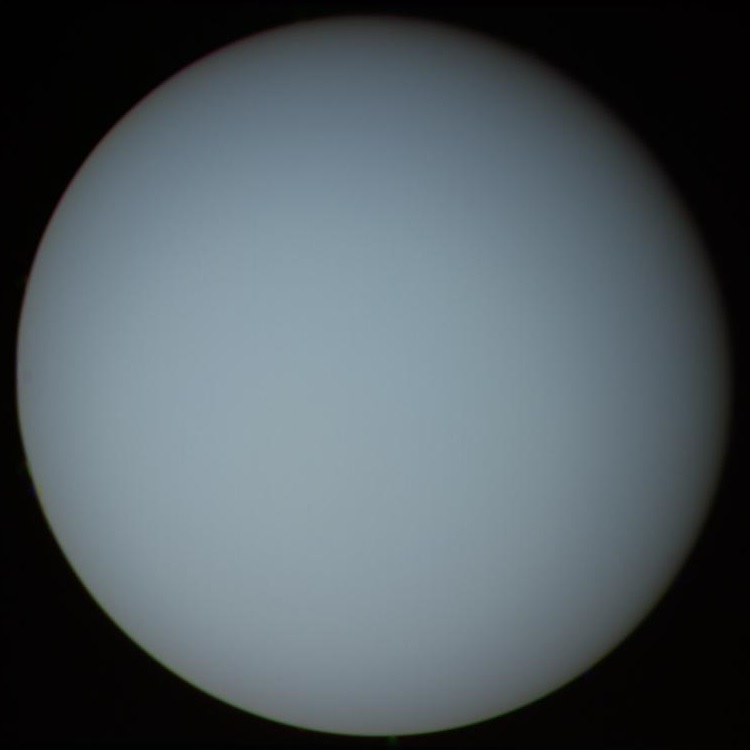
1781: Uranus

- 1781: Der hannoversch-britische Amateurastronom Wilhelm Herschel entdeckt den Planeten Uranus.
- 1897: Die San Diego State University wird gegründet.
- 1930: Die am 18. Februar durch Clyde Tombaugh erfolgte Entdeckung des Pluto wird am 149. Jahrestag der Entdeckung des Uranus bekannt gegeben.
- 1931: Den deutschen Ingenieuren Reinhold Tiling und seinem Mitarbeiter Karl Poggensee gelingt bei Berlin erstmals der Start einer Feststoffrakete auf europäischem Boden.

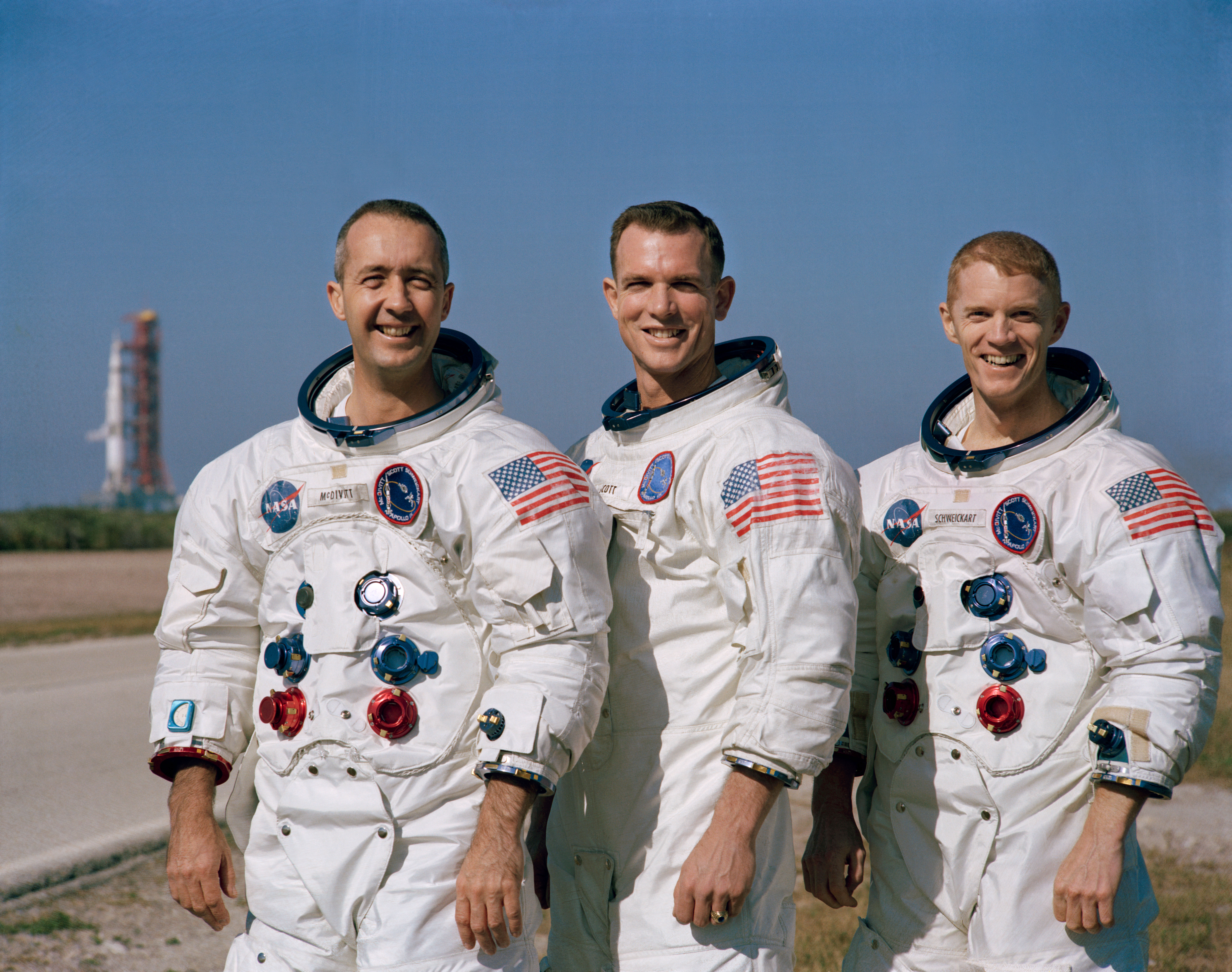
1969: Crew der Apollo 9

- 1969: Apollo 9 mit den Astronauten James McDivitt, David Randolph Scott und Rusty Schweickart an Bord landet wieder sicher auf der Erde, nachdem Rendezvous- und Andockmanöver der Mondlandefähre unter realen Bedingungen in der Erdumlaufbahn getestet wurden.
- 1986: Vom sowjetischen Weltraumbahnhof Baikonur startet die Sojus-T-15-Mission zu den Raumstationen Mir und Saljut 7.
- 1986: Staatspräsident François Mitterrand weiht in Paris das futuristische Wissenschafts- und Technikmuseum Cité des sciences et de l’industrie im Parc de la Villette ein.

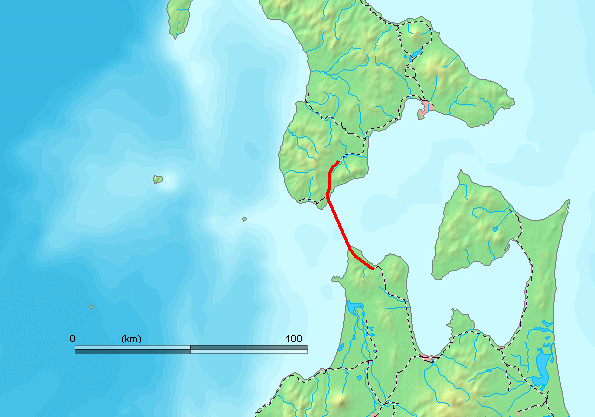
1988: Verlauf des Seikan-Tunnels

- 1988: In Japan wird der 54 km lange Seikan-Tunnel zwischen den Inseln Honshū und Hokkaidō in Betrieb genommen. Es handelt sich um den damals längsten Eisenbahntunnel der Welt.
- 2006: Bei einer klinischen Studie des von der Firma TeGenero entwickelten Antikörpers TGN1412 an sechs Menschen im Londoner Northwick Park Krankenhaus kommt es zu einem so genannten schwerwiegenden unerwünschten Ereignis. Die Probanden schweben tagelang in Lebensgefahr.

### Kultur

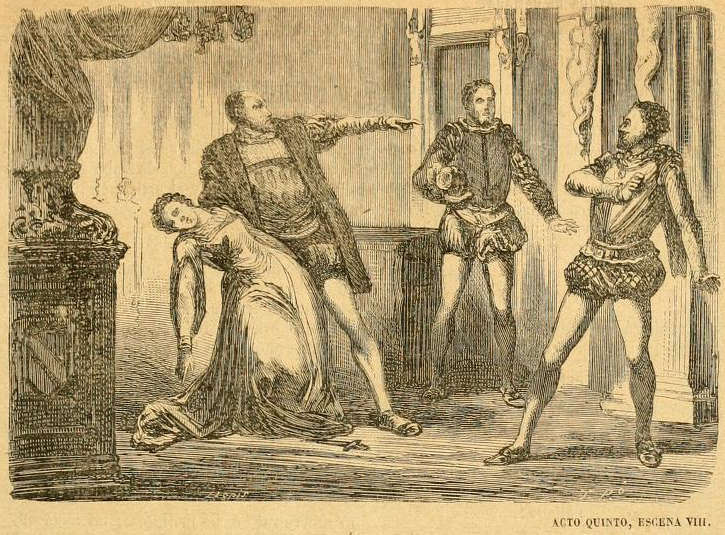
1772: Szene aus Emilia Galotti

- 1772: Am Herzoglichen Opernhaus in Braunschweig erfolgt die Uraufführung von Gotthold Ephraim Lessings bürgerlichem Trauerspiel Emilia Galotti durch Karl Theophil Döbbelin anlässlich des Geburtstages der Herzogin Philippine Charlotte. Lessing selbst ist bei der Uraufführung nicht anwesend.
- 1797: Am Théâtre Feydeau in Paris wird die Opéra-comique Médée von Luigi Cherubini auf das Libretto von François-Benoît Hoffman uraufgeführt. Literarische Vorlage ist die Tragödie Medea von Euripides.
- 1841: Die Uraufführung der Oper Il Proscritto von Otto Nicolai findet am Teatro alla Scala in Mailand statt. Das Libretto stammt von Gaetano Rossi nach der literarischen Vorlage von Frédéric Soulié. Gemeinsam mit Siegfried Kapper arbeitet der Komponist die Oper in den nächsten Jahren beinahe komplett um.
- 1846: Am Königsberger Stadttheater wird die Tragödie Maria Magdalena von Friedrich Hebbel uraufgeführt. Das Werk gilt als das letzte bürgerliche Trauerspiel.
- 1847: Die Oper Griselda von Federico Ricci wird im Teatro La Fenice in Venedig uraufgeführt.
- 1894: In Paris wird im Varietétheater Divan Fayounau der erste Striptease professionell getanzt. Die Künstlerin erhält wegen ihrer Vorführung eine Geldstrafe.
- 1900: In Hamburg findet die Uraufführung der Oper Das stille Dorf von Alexander von Fielitz statt.

1905: Mata Hari im Musée Guimet

- 1905: Margareta Geertruida Zelle tritt auf Einladung des Industriellen Émile Guimet in seinem Museum Guimet in Paris vor einem ausgesuchten Publikum erstmals als Tänzerin Mata Hari auf. Ihr Schleiertanz wird von Anfang an ein großer Erfolg.
- 1917: In Offenbach am Main wird das auf Initiative Hugo Eberhardts entstandene Deutsche Ledermuseum eröffnet.
- 1995: In Kopenhagen unterzeichnen die dänischen Regisseure Lars von Trier, Thomas Vinterberg, Kristian Levring und Søren Kragh-Jacobsen ein Dogma 95 genanntes Manifest zur Produktion von Filmen. Es richtet sich insbesondere gegen die zunehmende Wirklichkeitsentfremdung des Kinos und verbannt Effekte und technische Raffinessen, Illusion und dramaturgische Vorhersehbarkeit.
- 2012: Die Encyclopædia Britannica gibt bekannt, dass sie keine gedruckte Ausgabe mehr auflegen werde. Nach 244 Jahren solle somit die Auflage von 2010 die letzte Auflage der Enzyklopädie gewesen sein. Die Britannica werde ab nun nur noch in digitaler Form vertrieben.

### Gesellschaft
- 1964: Die junge New Yorkerin Kitty Genovese wird in der Nähe ihrer Wohnung in Queens von Winston Moseley erstochen. Die Umstände ihrer Ermordung, die über eine halbe Stunde dauert und angeblich von 38 Menschen beobachtet wird, die aber nicht eingreifen, prägen den Begriff des Genovese-Syndroms.
- 1980: Der als „Killer-Clown“ bekannte Serienmörder John Wayne Gacy wird in Illinois, USA, wegen der Ermordung von 33 Menschen zu 21-mal lebenslanger Haft und zwölfmaliger Todesstrafe verurteilt.
- 1996: Der Amokläufer Thomas Hamilton tötet aus Rache im schottischen Dunblane 16 Erstschüler und ihre Lehrerin mit einem Revolver. Danach erschießt sich der Täter mit der Waffe.
- 2016: Bei einem Bombenanschlag in der türkischen Hauptstadt Ankara werden mindestens 34 Menschen getötet und 125 verletzt

### Religion

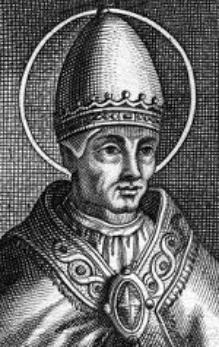
483: Felix II.

- 0483: Der verheiratete Diakon Felix wird mit der Zustimmung König Odoakers zum Bischof von Rom gewählt.
- 1528: Das Kloster Interlaken, der größte Landbesitzer im Oberland, wird nach Erlass des Berner Reformationsmandats vom 7. Februar 1528 aufgehoben, sein Gebiet dem Kanton Bern eingegliedert. Nachdem Bern die Abgaben der Bevölkerung an das Kloster nun für sich einfordert, brechen alsbald die Oberländer Reformationsunruhen aus.

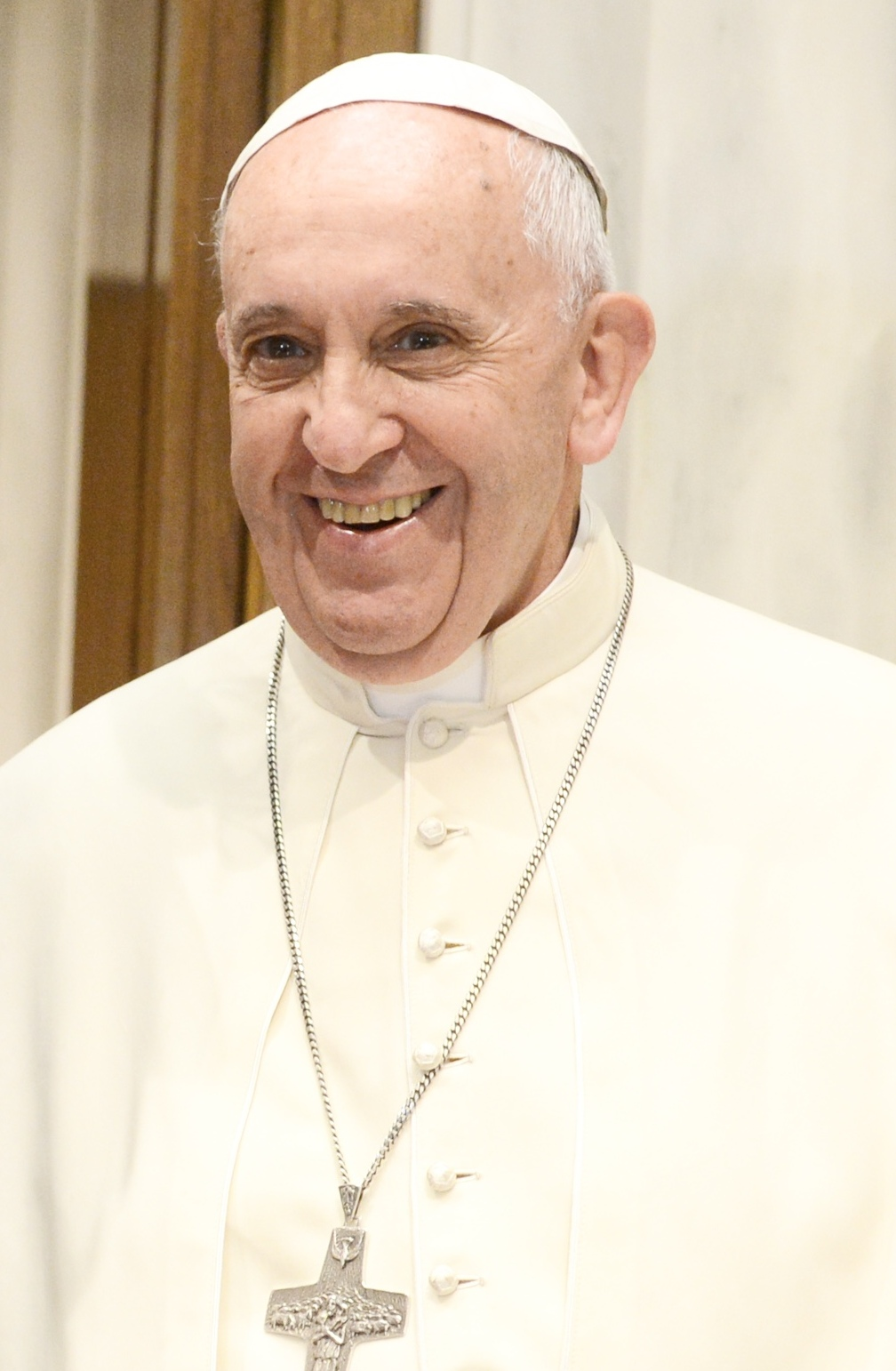
2013: Papst Franziskus

- 2013: Der argentinische Kardinal Jorge Mario Bergoglio wird im fünften Wahlgang des Konklaves als Nachfolger von Benedikt XVI. zum Papst gewählt; er nimmt den Papstnamen Franziskus an.

### Katastrophen
- 1961: Eine Flutkatastrophe fordert 145 Menschenleben in Babi Jar.
- 1992: Ein Erdbeben in der türkischen Region Erzincan fordert etwa 650 Todesopfer.

Kleinere Unglücksfälle sind in den Unterartikeln von Katastrophe und in der Liste von Katastrophen aufgeführt.

### Sport
- 2007: Auf den British West Indies beginnt der neunte Cricket World Cup.
- 2010: Im Endspiel der Feldhockey-Weltmeisterschaft der Herren besiegt die australische Mannschaft Titelverteidiger Deutschland mit 2:1 und wird damit neuer Weltmeister.

Einträge von Leichtathletik-Weltrekorden befinden sich unter der jeweiligen Disziplin unter Leichtathletik.

## Geboren

### Vor dem 18. Jahrhundert
- 0963: Anna Porphyrogenneta, Ehefrau von Wladimir dem Großen, dem Großfürsten von Kiew
- 1265: Eberhard I., Graf von Württemberg
- 1271: Guta von Habsburg, böhmische Königin
- 1372: Louis de Valois, duc d’Orléans, französischer Dauphin, Sohn Karls V.
- 1479: Lazarus Spengler, Ratsherr und Förderer der Reformation in Nürnberg
- 1530: Jan Rubens, flämischer Rechtsgelehrter, Vater von Peter Paul Rubens
- 1537: Francisco Verdugo, spanischer Marschall und Admiral, Statthalter der Spanischen Niederlande
- 1546: Johann Wolfgang Freymann, Reichsvizekanzler des Heiligen Römischen Reiches
- 1560: Wilhelm Ludwig, Graf von Nassau-Dillenburg und Statthalter von Friesland
- 1615: Innozenz XII., Papst
- 1630: Gottlieb Amadeus von Windisch-Graetz, kaiserlich-habsburgischer Diplomat und Reichsvizekanzler des Heiligen Römischen Reiches
- 1634: Johann Heinrich Kydt, Schweizer römisch-katholischer Geistlicher und Autor
- 1646: Rupert von Bodman, Fürstabt von Kempten
- 1649: Simon Heinrich zur Lippe-Detmold, Landesherr der Grafschaft Lippe-Detmold
- 1667: José Antonio de Mendoza Caamaño y Sotomayor, spanischer Kolonialverwalter, Vizekönig von Peru

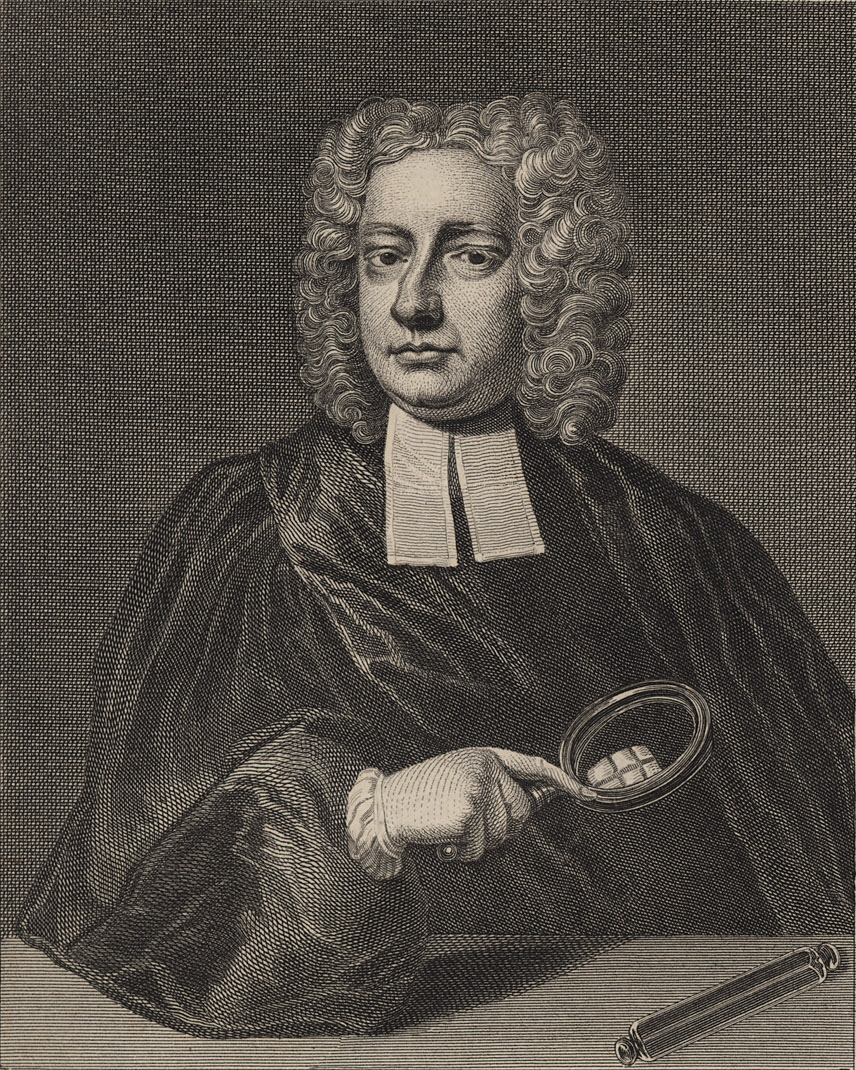
John Theophilus Desaguliers (* 1683)

- 1683: John Theophilus Desaguliers, französisch-britischer Naturphilosoph
- 1689: Mattias Alexander von Ungern-Sternberg, schwedischer Feld- und Landmarschall
- 1695: Aleksander Józef Sułkowski, kursächsisch-polnischer Staatsmann
- 1696: Louis François Armand de Vignerot du Plessis, Marschall von Frankreich
- 1696: Johann Tilemann, deutscher Hochschullehrer
- 1700: Michel Blavet, französischer Flötist und Komponist

### 18. Jahrhundert

Philippine Charlotte von Preußen (* 1716)

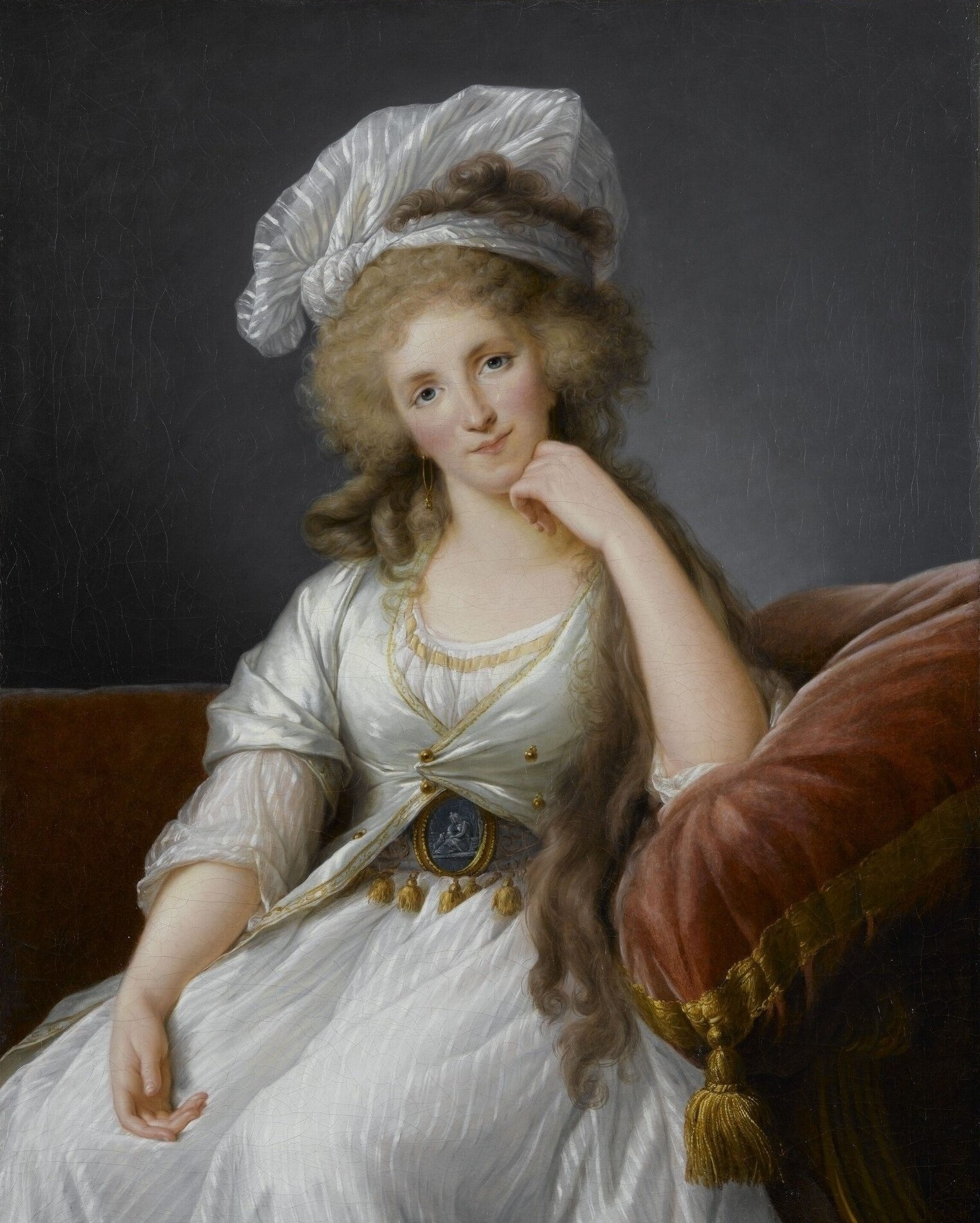
Louise Marie Adélaïde de Bourbon (* 1753)

- 1702: Burkhardt Tschudi, britischer Cembalobauer
- 1704: Johann Martin Wenck, deutscher Lehrer und Bibliothekar
- 1716: Philippine Charlotte von Preußen, preußische Prinzessin
- 1720: Charles Bonnet, Schweizer Naturwissenschaftler und Philosoph
- 1733: Johann Zoffany, britischer Maler deutscher Herkunft
- 1736: Jean-Ami Martin, Schweizer evangelischer Geistlicher und Bibliothekar
- 1741: Joseph II., römisch-deutscher Kaiser
- 1742: Anne Hunter, britische Dichterin und Komponistin
- 1752: Joseph Reicha, deutscher Cellist und Komponist
- 1753: Louise Marie Adélaïde de Bourbon-Penthièvre, Herzogin von Chartres und Herzogin von Orléans
- 1753: James Gunn, US-amerikanischer Politiker
- 1763: Guillaume-Marie-Anne Brune, Marschall von Frankreich
- 1764: Charles Grey, 2. Earl Grey, britischer Staatsmann
- 1765: Wilhelm Karl Lebrecht von Korckwitz, preußischer Beamter und Gutsherr
- 1781: Joseph Johann von Littrow, österreichischer Astronom
- 1781: Karl Friedrich Schinkel, preußischer Architekt, Stadtplaner, Maler, Grafiker und Bühnenbildner, Gründer der Schinkelschule
- 1798: Abigail Fillmore, First Lady der Vereinigten Staaten
- 1800: Mustafa Reşid Pascha, Großwesir des Osmanischen Reiches

### 19. Jahrhundert

#### 1801–1850
- 1802: Friedrich Georg von Bunge, deutsch-baltischer Rechtshistoriker, Begründer der baltischen Rechtsgeschichte
- 1804: Joseph Otto Entres, deutscher Bildhauer
- 1808: Magdalena von Dobeneck, deutsche Schriftstellerin und Komponistin, religiöse Schwärmerin
- 1810: Gottfried Claes Carl Hagenbeck, Hamburger Fischhändler, Tierschausteller und Begründer eines Tierhandels

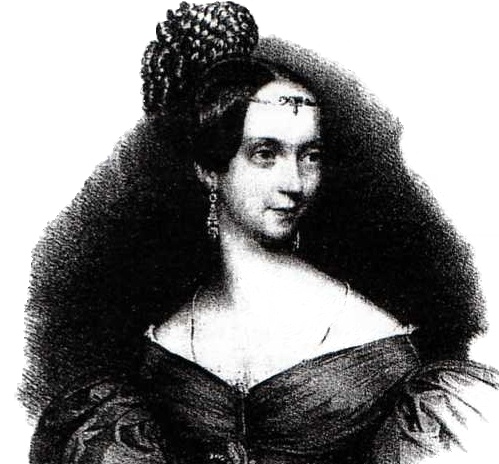
Delphine von Schauroth (* 1813)

- 1813: Delphine von Schauroth, deutsche Komponistin und Pianistin
- 1819: Victor Chauffour, französischer Hochschullehrer und Politiker
- 1820: Johann Nordmann, österreichischer Journalist und Schriftsteller

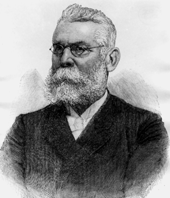
Hermann Gruson (* 1821)

- 1821: Hermann Gruson, deutscher Erfinder, Wissenschaftler und Unternehmer
- 1821: Leopold Kaufmann, deutscher Jurist, Regierungsbeamter und Lokalpolitiker, Oberbürgermeister von Bonn
- 1822: Moritz Graf von Strachwitz, deutscher Dichter
- 1824: Rudolf Hildebrand, deutscher Germanist, Lehrer und Sprachwissenschaftler
- 1825: Emmy von Dincklage, deutsche Romanschriftstellerin
- 1826ː Carolina Märklin, deutsche Unternehmerin
- 1829: Richard Coke, US-amerikanischer Farmer, Jurist und Politiker, Gouverneur von Texas
- 1829: Heinrich Ludwig, deutscher Maler und Kunsthistoriker
- 1830: Antônio Conselheiro, brasilianischer sozialer und spiritueller Führer
- 1832: Olympe Audouard, französische Frauenrechtlerin
- 1834: Augustus Hare, britischer Schriftsteller und Anekdotenerzähler
- 1835: Arisugawa Taruhito, japanischer Prinz
- 1839: George Washington Fleeger, US-amerikanischer Politiker
- 1841: Karl Ernst Schrod, deutscher Priester, Pastoraltheologe und Liturgiker, Weihbischof in Trier
- 1842: Joseph Boussinesq, französischer Mathematiker und Physiker
- 1846: Emil Hundrieser, deutscher Bildhauer
- 1847: Pietro Musone, italienischer Komponist
- 1848: Hans Nydegger, Schweizer Journalist und Schriftsteller

#### 1851–1900
- 1852: Oscar Blumenthal, deutscher Schriftsteller, Kritiker, Bühnendichter und Schachkomponist
- 1853: James Murray, britischer General, Chef des Imperialen Generalstabes

Heinrich Tramm (* 1854)

- 1854: Heinrich Tramm, deutscher Politiker und Verwaltungsbeamter, MdL, Oberbürgermeister von Hannover
- 1854: Emil von Zelewski, deutscher Offizier und Kommandeur der Schutztruppe für Deutsch-Ostafrika
- 1855: Percival Lowell, US-amerikanischer Astronom, Gründer des Lowell Observatoriums
- 1857: Gotthold Anders, deutscher Politiker, MdL
- 1858: Gerald Portal, britischer Diplomat
- 1860: Hugo Wolf, österreichischer Komponist
- 1861: Gustave Ramaciotti, australischer Theaterleiter und Soldat
- 1862: Theodor Des Coudres, deutscher Physiker
- 1862: Wilhelm Weigand, deutscher Dichter und Schriftsteller
- 1863: Richard Zoozmann, deutscher Dichter und Schriftsteller
- 1865: Paul von Rautenfeld, Schweizer Zollbeamter, Ethnologe und Zoologe
- 1865: Josef Schregel, deutscher Heimatdichter
- 1868: Maximilian Zupitza, deutscher Arzt und Offizier
- 1869: Charles Genequand, Schweizer Geistlicher
- 1870: Gaston Arman de Caillavet, französischer Dramatiker und Librettist
- 1870: Albert Meyer, Schweizer Politiker und Journalist, Bundesrat, Minister, Bundespräsident
- 1872: Josef Rosemeyer, deutscher Bahnradfahrer, Erfinder und Unternehmer
- 1873: Amédée Gastoué, französischer Musikwissenschaftler und Komponist
- 1873: Georg Demmler, deutscher Architekt, Sportler und Sportfunktionär
- 1874: Ellery Clark, US-amerikanischer Leichtathlet, Olympiasieger
- 1877: August Huggler, Schweizer Gewerkschaftsfunktionär und Politiker

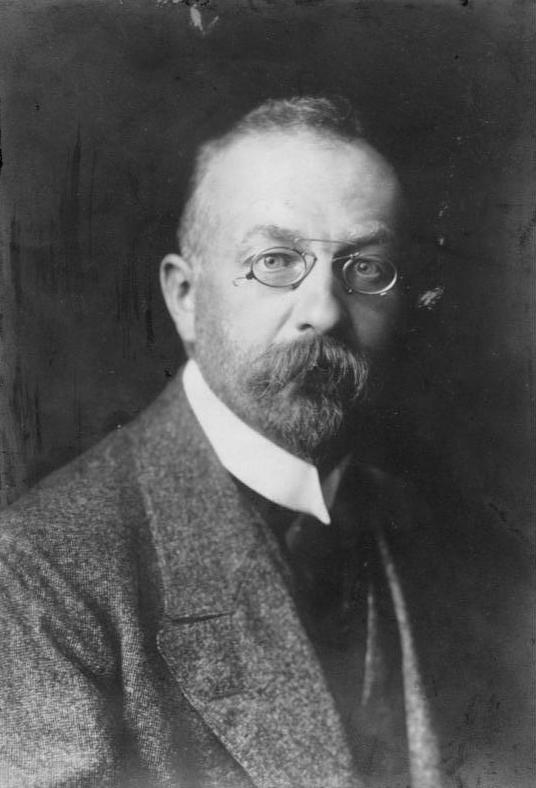
Konrad Haenisch (* 1876)

- 1876: Konrad Haenisch, deutscher Journalist und Politiker, MdL und Landesminister
- 1878: Otto Hönigschmid, tschechisch-österreichischer Chemiker
- 1879: Karl Caspar, deutscher Maler
- 1880: Otto Meissner, deutscher Diplomat und Staatsbeamter, Leiter des Büros des Reichspräsidenten und der Präsidialkanzlei des Führers, Reichsminister
- 1881: Gustav Karl Wilhelm Aubin, deutsch-österreichischer Nationalökonom und Wirtschaftshistoriker
- 1883: Takamura Kōtarō, japanischer Lyriker, Essayist und Bildhauer
- 1883: Eugen Ritter von Schobert, deutscher General
- 1883: Mehmed Spaho, jugoslawischer Politiker
- 1884: Édouard Froment, französischer Politiker und Widerstandskämpfer
- 1884: Oskar Loerke, deutscher Dichter des Expressionismus und des Magischen Realismus
- 1884: Hugh Walpole, britischer Schriftsteller
- 1885: Karl Föderl, österreichischer Komponist
- 1886: Henri Gagnebin, Schweizer Komponist
- 1887: Carlos Isamitt, chilenischer Komponist und Maler
- 1888: Josef Loos, tschechoslowakischer Eishockeyspieler, Olympiamedaillengewinner

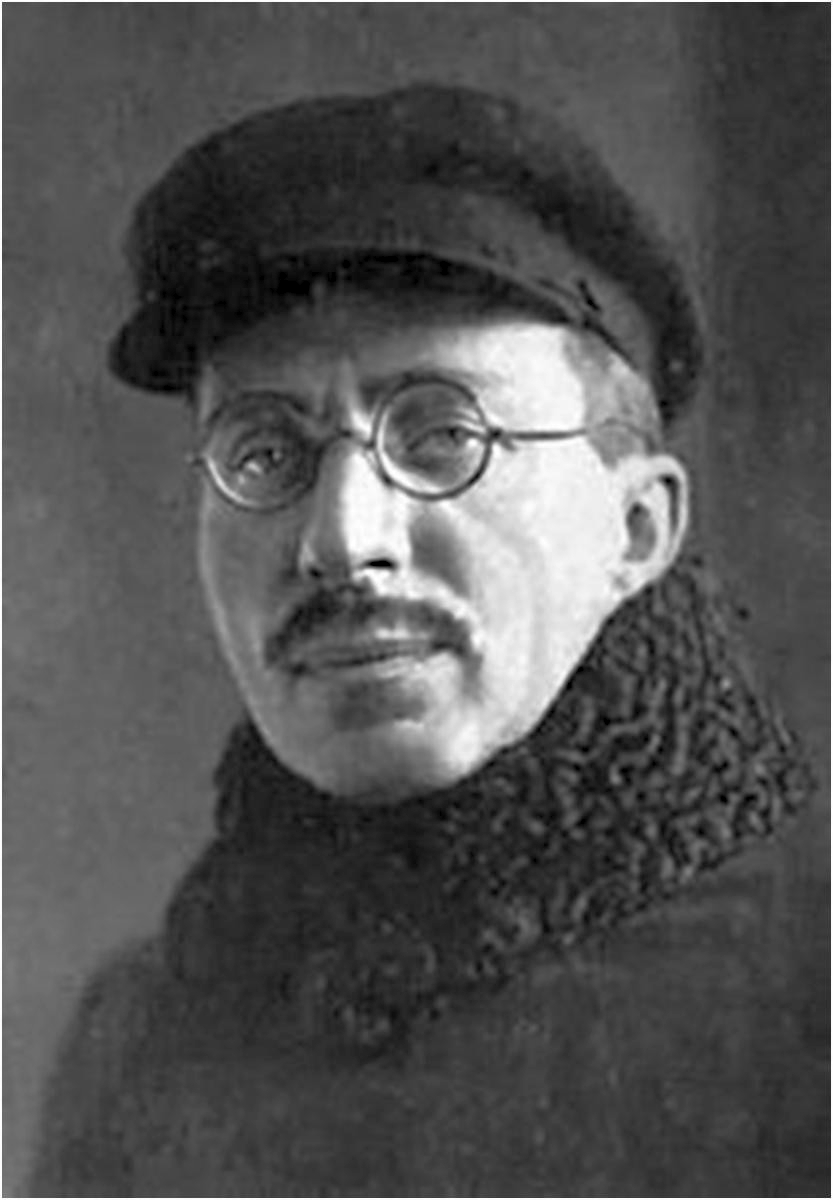
Anton Semjonowitsch Makarenko (* 1888)

- 1888: Anton Semjonowitsch Makarenko, sowjetischer Pädagoge und Schriftsteller
- 1888: Fritz Riebold, deutscher Schriftsteller, Pfadfinderführer und Pfarrer
- 1890: Frank Thiess, deutscher Schriftsteller
- 1890: Fritz Busch, deutscher Dirigent
- 1891: Felix Aderca, rumänischer Dichter, Autor und Essayist
- 1891: Hermann R. O. Knothe, deutscher Landschafts- und Porträtmaler
- 1891: Omer Létourneau, kanadischer Organist, Pianist und Komponist, Musikverleger und -pädagoge
- 1895: Luigi Cevenini, italienischer Fußballspieler und -trainer
- 1895: Vardis Fisher, US-amerikanischer Schriftsteller
- 1896: Erich Sichting, deutscher Politiker und Sportfunktionär
- 1897: Jeghische Tscharenz, armenischer Dichter
- 1898: Henry Hathaway, US-amerikanischer Filmregisseur
- 1899: Clara Döhring, deutsche Politikerin, MdB
- 1899: John Hasbrouck Van Vleck, US-amerikanischer Physiker, Nobelpreisträger
- 1899: Pantscho Wladigerow, bulgarischer Komponist
- 1900: Heinrich Baaken, deutscher Geistlicher, Weihbischof des Bistums Münster
- 1900: Hans Bols, deutscher Politiker, MdL
- 1900: Giorgos Seferis, griechischer Schriftsteller und Diplomat, Nobelpreisträger

### 20. Jahrhundert

#### 1901–1925

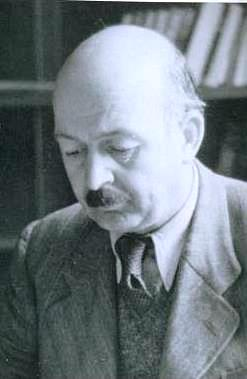
Josef Afritsch (* 1901)

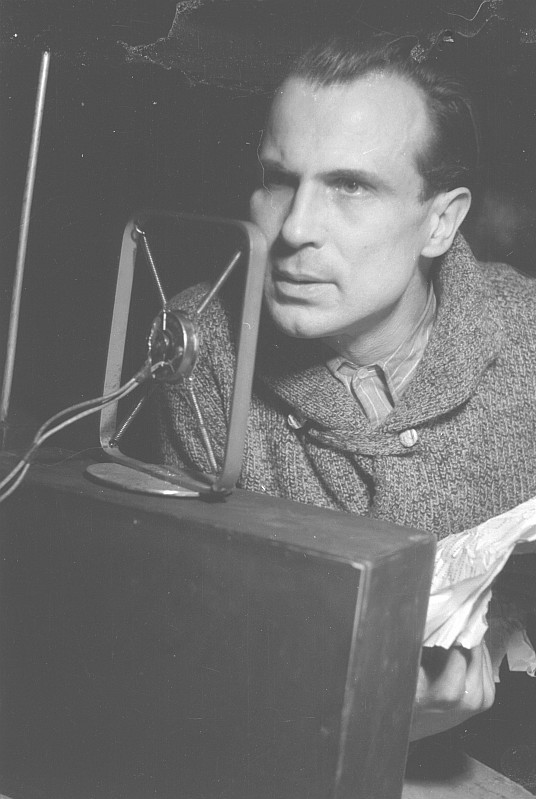
Ernst Wilhelm Borchert (* 1907)

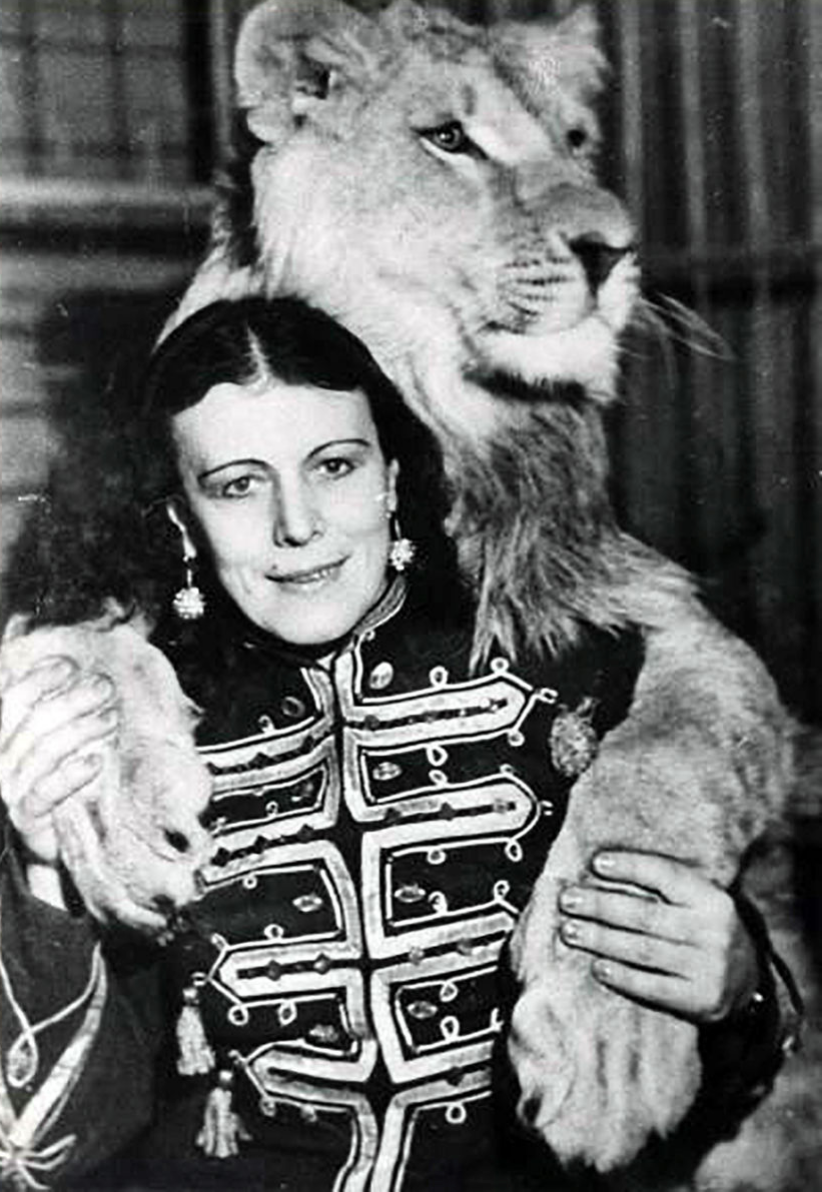
Irina Nikolajewna Bugrimova (* 1910)

- 1901: Josef Afritsch, österreichischer Gartentechniker und Politiker, LAbg., Bundesminister
- 1901: Margaret Craven, US-amerikanische Schriftstellerin
- 1901: Robert Rehan, deutscher Komponist, Geiger und Pianist
- 1901: Gebhard Seelos, deutscher Diplomat und Politiker, MdB
- 1901: Kurt Wabbel, deutscher Gewerkschaftsfunktionär und Lokalpolitiker
- 1902: Hans Bellmer, deutscher Fotograf, Bildhauer, Maler und Autor
- 1902: Max Hommel, Schweizer, Präsident der Eidgenössischen Bankenkommission
- 1902: Marthe Robin, französische Mystikerin
- 1904: Reidar Aulie, norwegischer Maler
- 1904: Erhart Kästner, deutscher Schriftsteller und Bibliothekar
- 1904: Paul Mattick, deutscher Ökonom und Schriftsteller
- 1905: Albert Schöchle, deutscher Gärtner und Sachbuchautor
- 1906: Fritz Adam, deutscher Journalist und Dichter
- 1906: Isidor Markowitsch Annenski, sowjetischer Regisseur
- 1906: Bum Krüger, deutscher Schauspieler
- 1907: Franz Beckert, deutscher Turner, Olympiasieger
- 1907: Mohammed Abdel Wahab, ägyptischer Sänger und Komponist
- 1907: Ernst Wilhelm Borchert, deutscher Schauspieler
- 1907: Ludwig Biermann, deutscher Physiker
- 1907: Frank Wilcox, US-amerikanischer Schauspieler
- 1908: Walter Annenberg, US-amerikanischer Diplomat, Verleger und Kunstmäzen
- 1909: Sivar Arnér, schwedischer Schriftsteller, Hörspielautor und Dramatiker
- 1910: Gerhard von Düsterlho, deutscher Ruderer und Arzt
- 1910: Merlyn Oliver Evans, britischer Maler und Grafiker aus Wales, Vertreter der Abstrakten Malerei
- 1910: Sammy Kaye, US-amerikanischer Orchesterleiter und Komponist
- 1910: José María Cervera Lloret, spanischer Komponist und Professor
- 1910: Karl Mommer, deutscher Politiker, MdB
- 1910ː Irina Nikolajewna Bugrimowa, russische / sowjetische Zirkusartistin und Dompteuse
- 1910: Franz Olah, österreichischer Politiker und Gewerkschafter, LAbg., Präsident des Österreichischen Gewerkschaftsbundes, Bundesminister
- 1911: José Ardévol, kubanischer Komponist
- 1911: Willi Göttert, deutscher Pfarrer und Friedensaktivist
- 1911: L. Ron Hubbard, US-amerikanischer Science-Fiction- und Pulp-Fiction-Autor, Sektengründer (Scientology)
- 1912: Olga Nikolajewna Anstej, russische Schriftstellerin, Lyrikerin und Übersetzerin
- 1912: Bill S. Ballinger, US-amerikanischer Schriftsteller
- 1912: Wilhelm Kweksilber, staatenloser, später niederländischer Publizist und Politiker
- 1912: Carl Raddatz, deutscher Film- und Theaterschauspieler
- 1913: Paul Grice, englischer Philosoph
- 1913: Irène Joachim, französische Sopranistin
- 1913: George Maybee, kanadischer Organist, Chorleiter und Musikpädagoge
- 1913: Sergei Wladimirowitsch Michalkow, russischer Dichter
- 1913: Lightnin’ Slim, US-amerikanischer Blues-Musiker

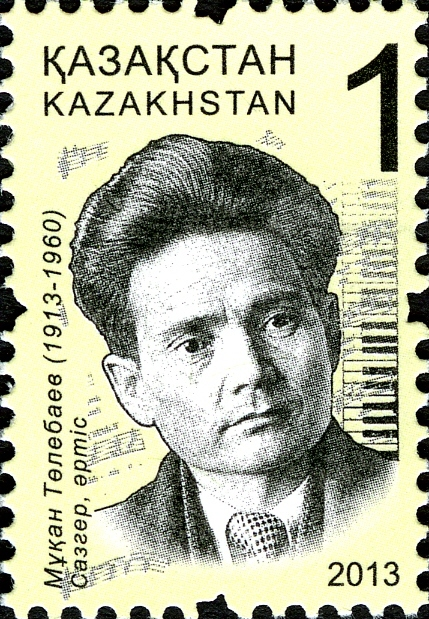
Muqan Tölebajew (* 1913)

- 1913: Muqan Tölebajew, kasachischer Komponist, Dirigent und Hochschullehrer
- 1914: Friedrich-Wilhelm Goldenbogen, deutscher Kommunalpolitiker
- 1914: Bob Haggart, US-amerikanischer Jazzmusiker, Bassist, Arrangeur und Komponist
- 1915: Melih Cevdet, türkischer Schriftsteller
- 1915: Arthur Henkel, deutscher Germanist und Literaturhistoriker
- 1916: Jacque Fresco, US-amerikanischer Autor, autodidaktischer Sozial-Architekt, Industriedesigner und Erfinder
- 1918: George McAfee, US-amerikanischer American-Football-Spieler
- 1919ː Mualla Eyüboğlu Anhegger, türkische Architektin
- 1919: Sugai Kumi, japanischer Maler und Grafiker
- 1921: Armando Cabrera, dominikanischer Komponist
- 1921: Al Jaffee, US-amerikanischer Cartoonist
- 1922: Karl Dietrich Bracher, deutscher Politikwissenschaftler und Historiker
- 1922: Odette Gartenlaub, französische Komponistin, Pianistin und Musikpädagogin
- 1922: Bjørn Puggaard-Müller, dänischer Schauspieler
- 1924: Karl Ahrens, deutscher Politiker, MdB
- 1924: Pierre Arpaillange, französischer Jurist, Staatsfunktionär und Autor
- 1924: Esther Bauer, Zeitzeugin
- 1924: Willi Trautmann, deutscher Tischtennisspieler
- 1925: Karl-Eddi Armgort, deutscher Politiker, MdBB
- 1925: Herbert Fleischmann, deutscher Film- und Fernsehschauspieler
- 1925: Radoslav Kutra, tschechisch-schweizerischer Maler, Kunsttheoretiker und Kunstpädagoge
- 1925: Inge Müller, deutsche Schriftstellerin

#### 1926–1950

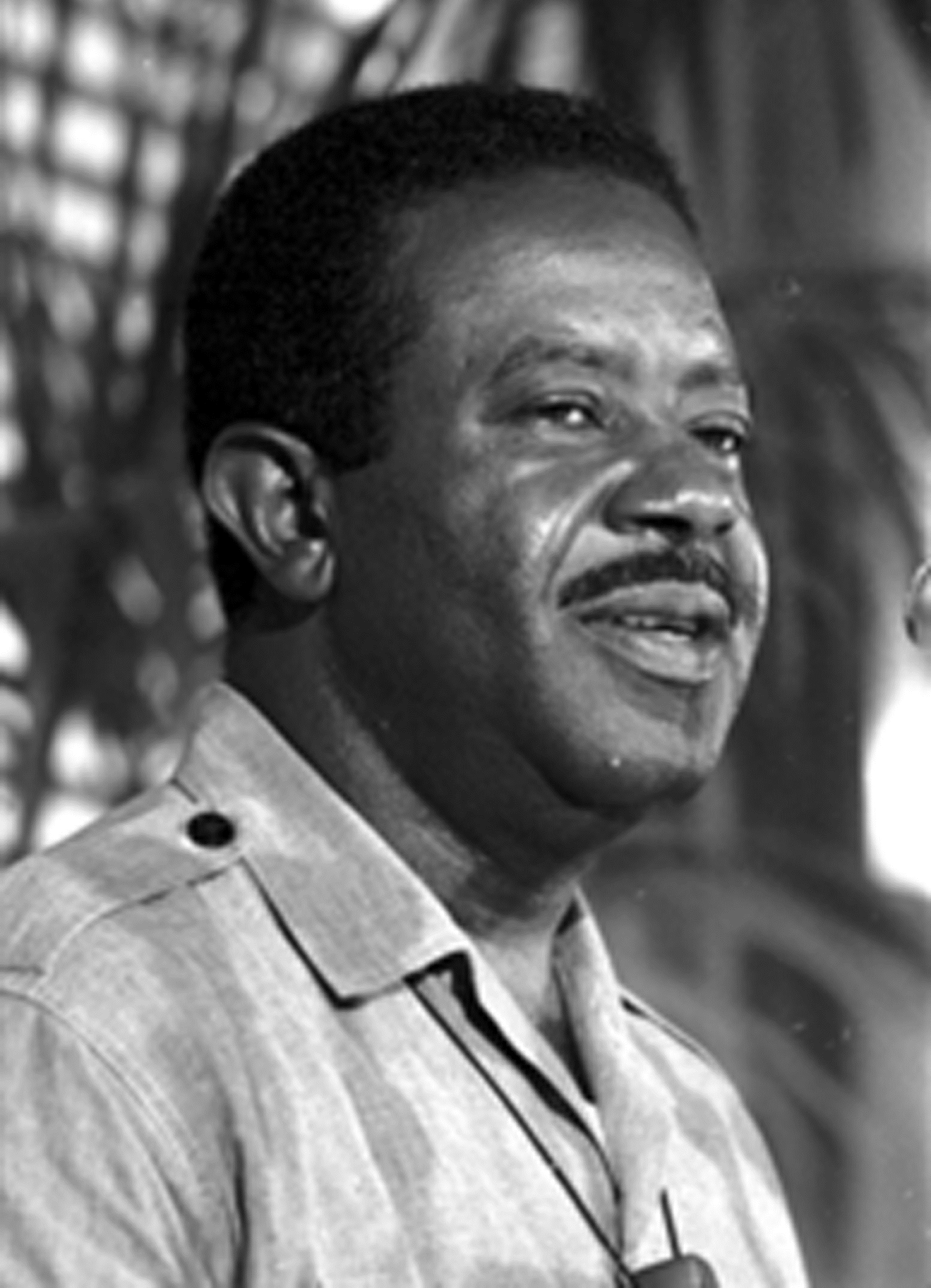
Ralph Abernathy (* 1926)

- 1926: Ralph Abernathy, US-amerikanischer baptistischer Geistlicher und Bürgerrechtler
- 1926: Walter Werner Ameling, deutscher Elektrotechniker
- 1926: Hans Boesch, Schweizer Autor
- 1926: Roy Haynes, US-amerikanischer Jazz-Schlagzeuger
- 1926: Fritz Schär, Schweizer Radrennfahrer
- 1927: Georges Badin, französischer Dichter und Maler
- 1928: Ernst Anders, österreichischer Schauspieler
- 1929: Gert Haucke, deutscher Schauspieler, Schriftsteller und Sachbuchautor
- 1929: Zbigniew Messner, polnischer Politiker, Ministerpräsident
- 1929: Paek Nam-sun, nordkoreanischer Politiker, Außenminister
- 1929: Peter Breck, US-amerikanischer Schauspieler
- 1930: Blue Mitchell, US-amerikanischer Jazz-Trompeter
- 1930: Vera Selby, englische English-Billiards- und Snookerspielerin
- 1930: Günther Uecker, deutscher Maler und Objektkünstler (Kinetische Kunst, Op-Art), Mitglied der Künstlergruppe Zero

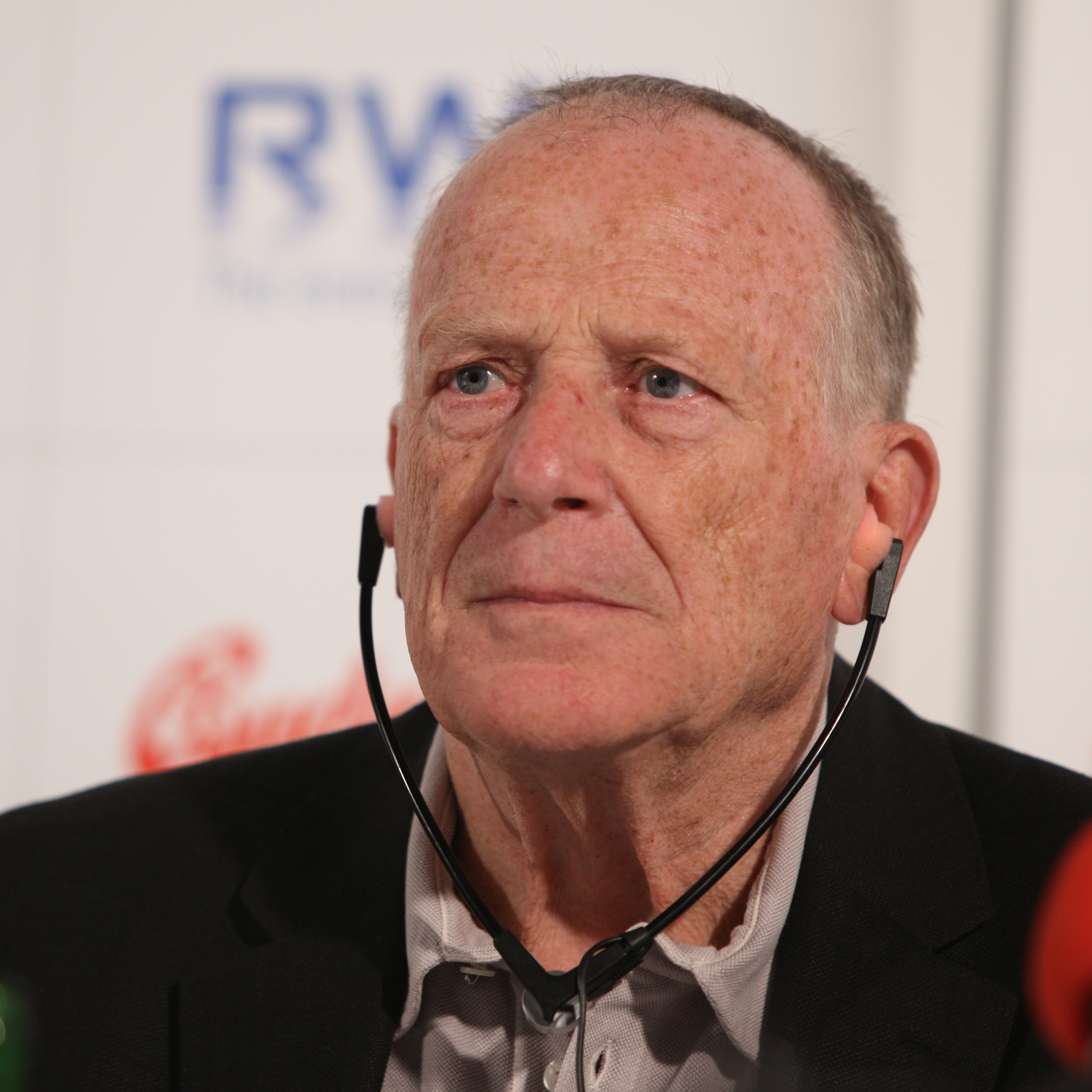
Wolfgang Kohlhaase (* 1931)

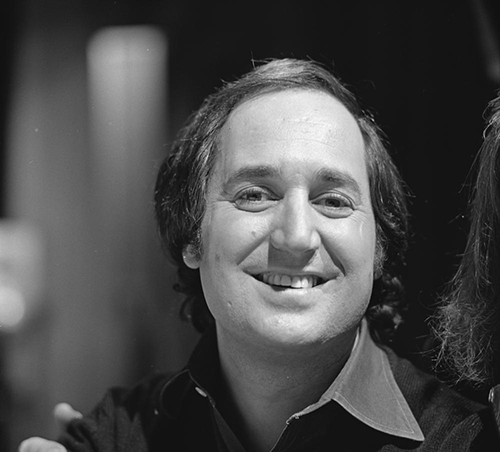
Neil Sedaka (* 1939)

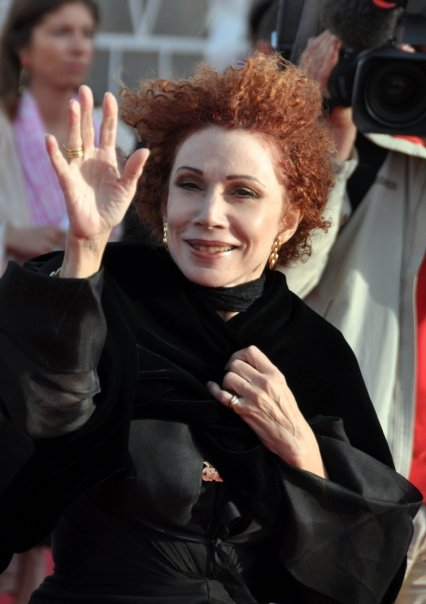
Julia Migenes (* 1943)

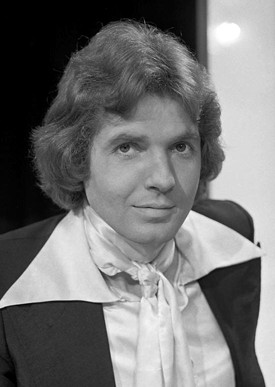
Chris Roberts (* 1944)

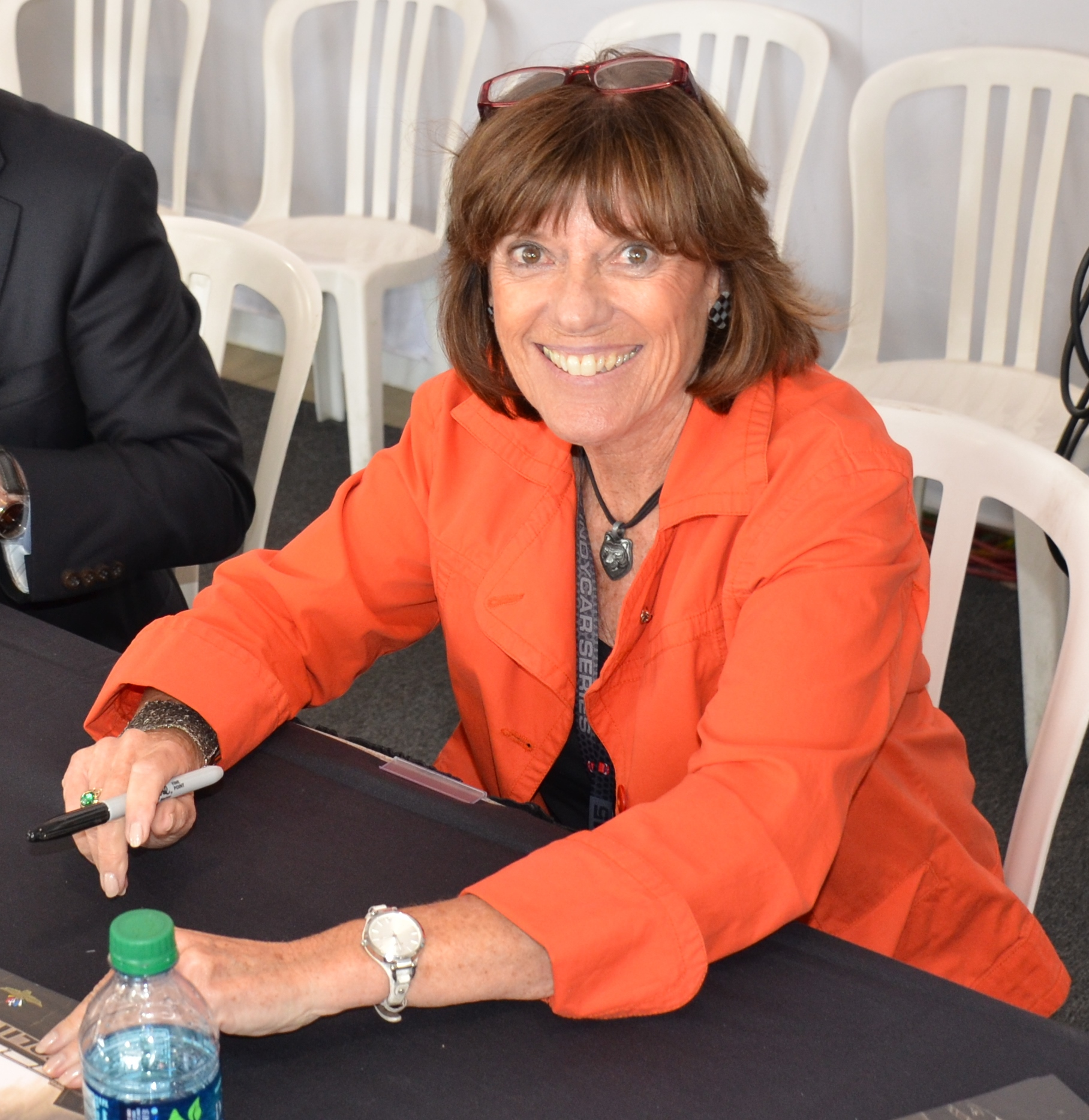
Lyn St. James (* 1947)

- 1931: Wolfgang Kohlhaase, deutscher Drehbuchautor, Regisseur und Schriftsteller
- 1931: Álvaro Menéndez Leal, salvadorianischer Lyriker, Erzähler, Dramatiker, Essayist und Journalist
- 1932: Luise Lunow, deutsche Schauspielerin und Synchronsprecherin
- 1932ː Gerti Pall, österreichische Schauspielerin
- 1933: Hans Katschthaler, österreichischer Politiker, Landeshauptmann von Salzburg
- 1933: Mike Stoller, US-amerikanischer Songschreiber
- 1933: Gero von Wilpert, deutscher Autor und Literaturwissenschaftler
- 1935: Hans H. Hattemer, deutscher Forstwissenschaftler und Genetiker
- 1935: Karin Jeltsch, deutsche Politikerin MdB
- 1935: Hilmar Kopper, deutscher Bankmanager (Deutsche Bank)
- 1935: Frank Rand, US-amerikanischer Unternehmer und Autorennfahrer
- 1936: Lothar Ahrendt, deutscher General, Minister des Inneren der DDR
- 1936: Ingrid Reschke, deutsche Filmregisseurin
- 1937: Bernhard Askani, deutscher Geschichtsdidaktiker und Schulbuchautor
- 1937: Wladimir Semjonowitsch Makanin, russischer Schriftsteller
- 1937: Hermann Reichl, österreichischer Politiker
- 1938: Erma Franklin, US-amerikanische Soul-, R&B- und Popsängerin
- 1938: Hans-Joachim Hespos, deutscher Komponist und Verleger
- 1938: Albrecht Schmidt, deutscher Jurist und Bankmanager
- 1939: Gerbert Hübsch, deutscher Richter am Bundesgerichtshof
- 1939: Michael Rogowski, deutscher Wirtschaftsingenieur, Manager und Verbandsfunktionär, Präsident des BDI
- 1939: Neil Sedaka, US-amerikanischer Sänger und Songschreiber
- 1939: Youhanna Fouad El-Hage, libanesischer maronitischer Erzbischof von Tripoli
- 1940: Dave Cummings, US-amerikanischer Pornodarsteller, -regisseur und -produzent
- 1940: Herbert Schui, deutscher Volkswirtschaftler und Politiker, MdB
- 1941: Heinrich Burger, deutscher Fernschachgroßmeister
- 1942: David N. Cutler, US-amerikanischer Softwaretechniker, Leiter der Entwicklung von RSX-11, VMS und Windows NT
- 1942: Jürgen Mikol, deutscher Schauspieler
- 1942: Scatman John, US-amerikanischer Sänger
- 1943: Mike Fisher, US-amerikanischer Autorennfahrer
- 1943: Giancarlo De Sisti, italienischer Fußballspieler und -trainer
- 1943: Julia Migenes, US-amerikanische Sopranistin und Schauspielerin
- 1943: Gianni Motta, italienischer Radrennfahrer
- 1943: André Téchiné, französischer Drehbuchautor und Filmregisseur
- 1944: Kurt Grünig, Schweizer Fußballspieler
- 1944: Chris Roberts, deutscher Schlagersänger und Schauspieler
- 1945: Anatoli Timofejewitsch Fomenko, russischer Mathematiker
- 1946: Yann Arthus-Bertrand, französischer Fotograf und Journalist
- 1946: Kwaku Ohene-Frempong, ghanaischer Leichtathlet und Mediziner
- 1947: Jacek Bierezin, polnischer Poet und Oppositioneller
- 1947: Lyn St. James, US-amerikanische Autorennfahrerin
- 1947: Beat Richner, Schweizer Kinderarzt und Musiker
- 1948: Lillian Board, britische Leichtathletin
- 1949: Jürgen Banscherus, deutscher Schriftsteller
- 1949: Jutta Braband, deutsche Bürgerrechtlerin in der DDR und Politikerin, MdB
- 1950: André Brie, deutscher Politiker, MdEP, MdL
- 1950: Robert Brandom, US-amerikanischer Philosoph
- 1950: Charles Krauthammer, US-amerikanischer Journalist
- 1950: William H. Macy, US-amerikanischer Schauspieler

#### 1951–1975
- 1951: Gunter Arnold, deutscher Sprinter
- 1952: Joesi Prokopetz, österreichischer Musiker und Kabarettist

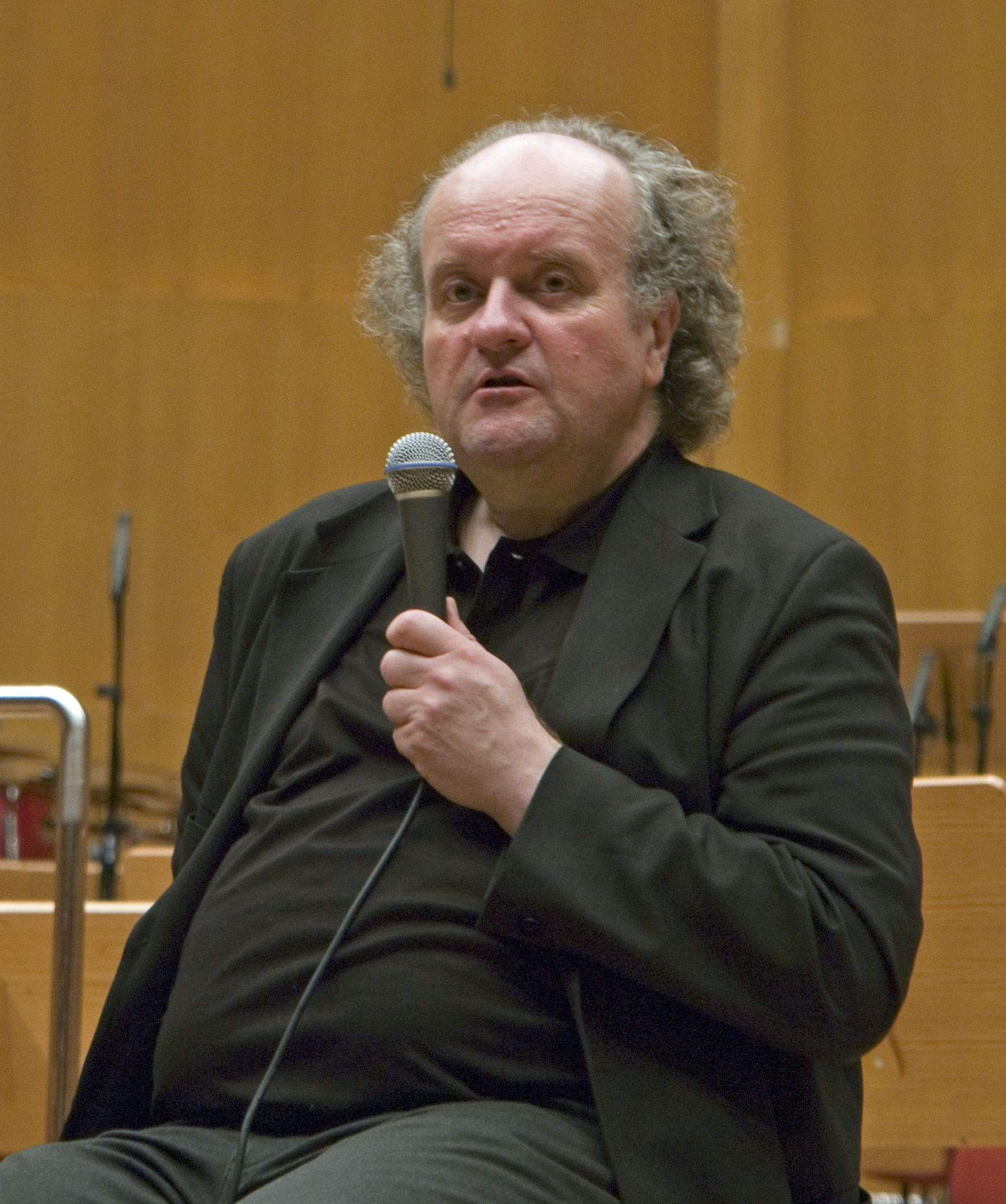
Wolfgang Rihm (* 1952)

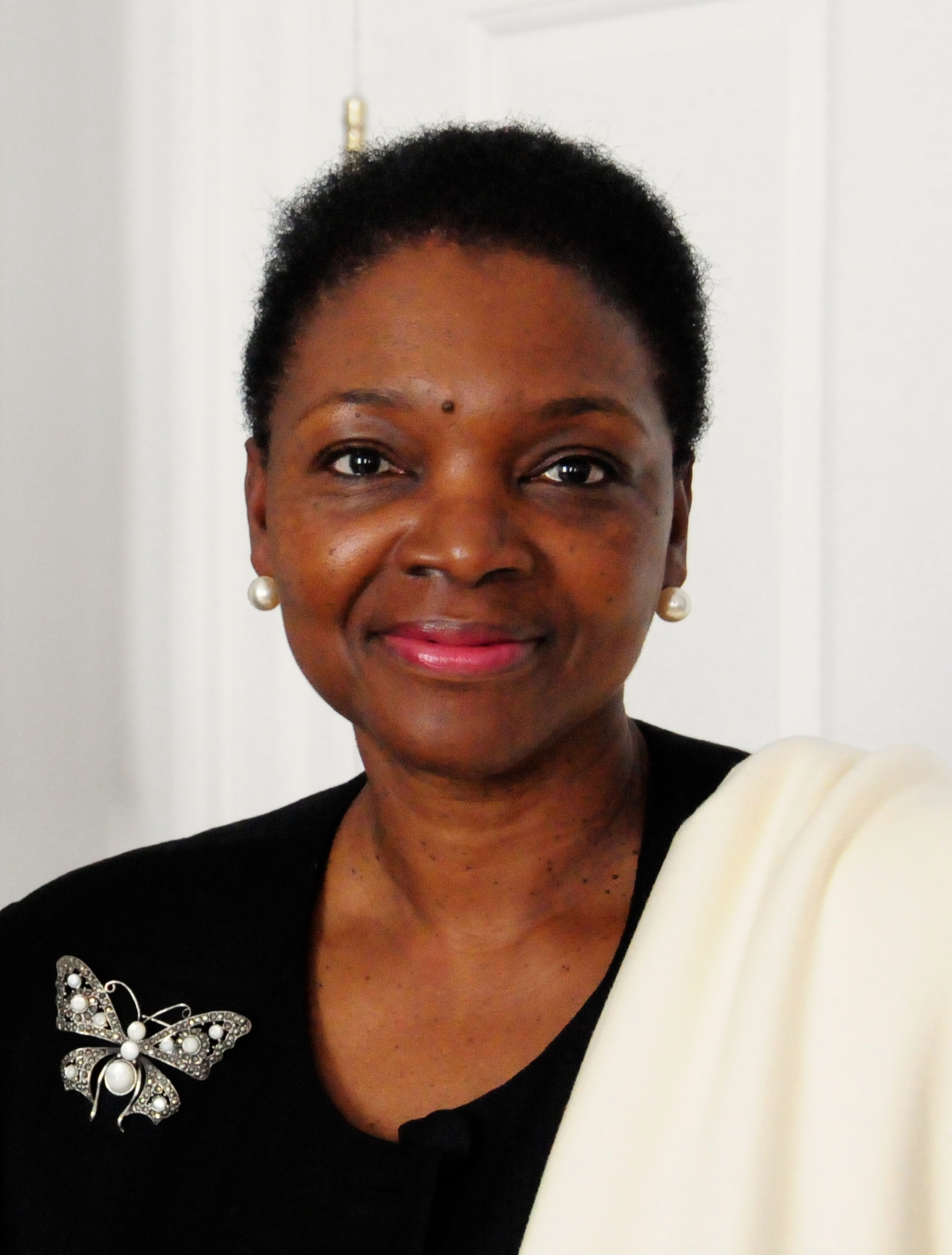
Valerie Amos (* 1957)

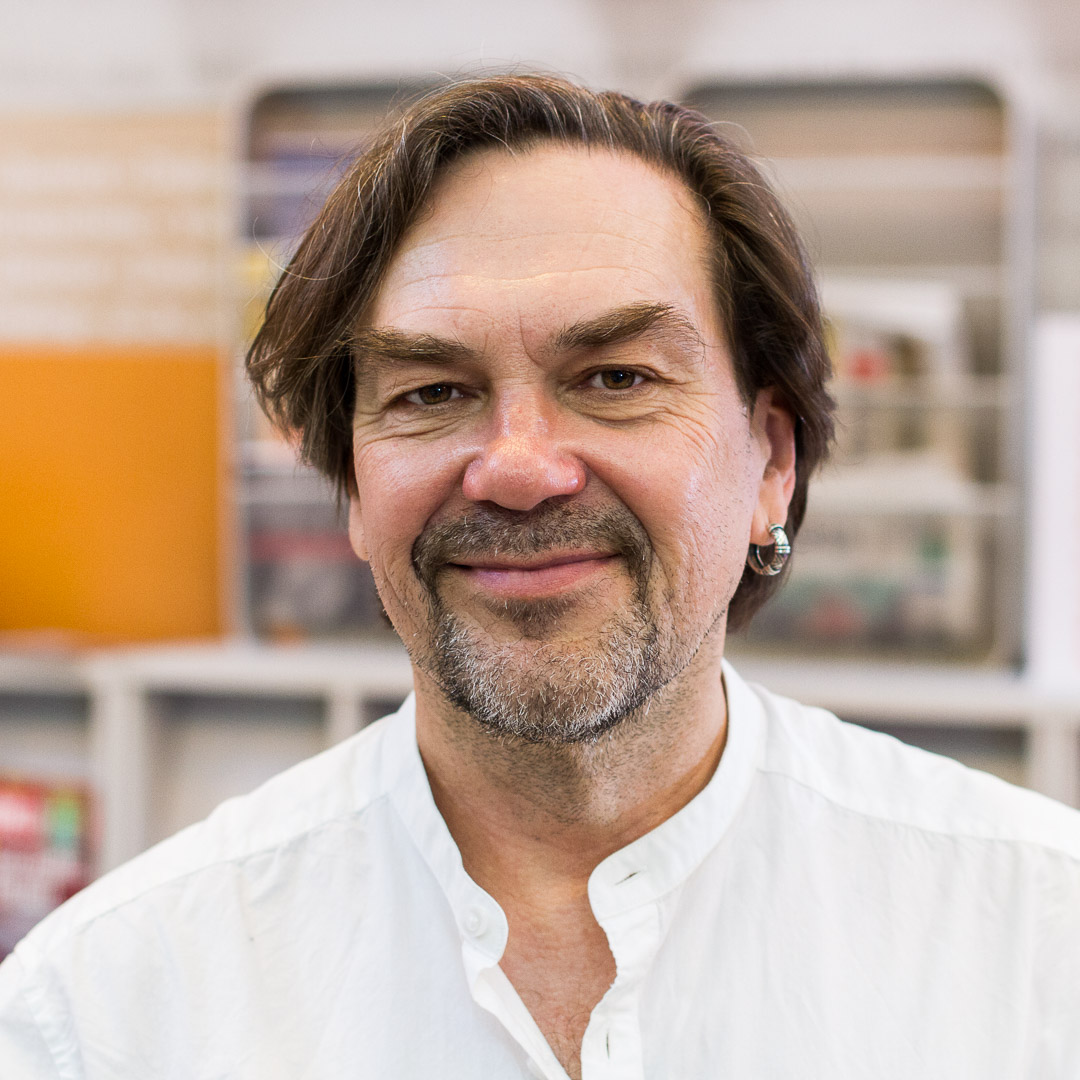
Jurij Andruchowytsch (* 1960)

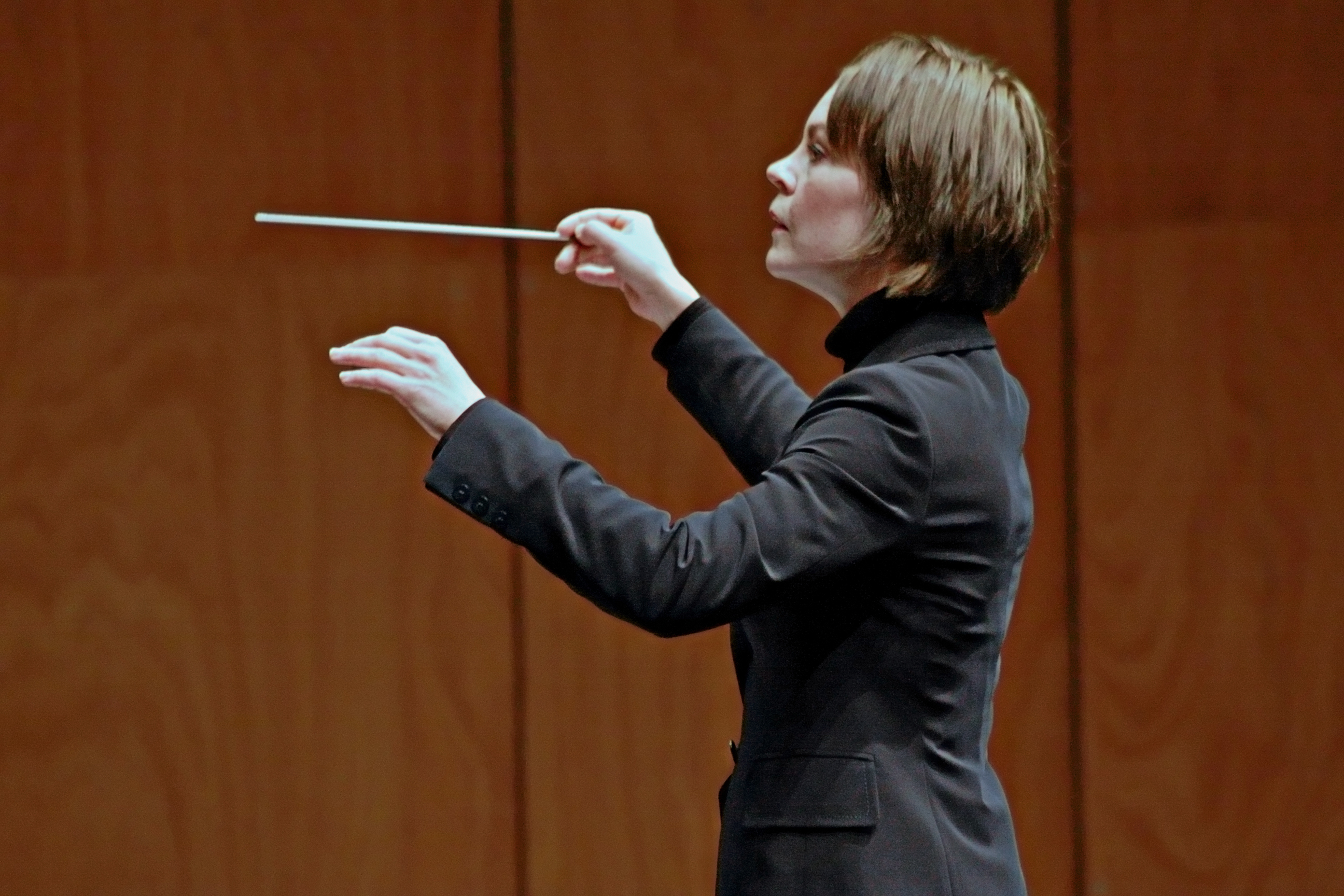
Susanna Mälkki (* 1969)

- 1952: Wolfgang Rihm, deutscher Komponist, Musikwissenschaftler und Essayist
- 1953: Finn Arvé, dänischer römisch-katholischer Priester und Schauspieler
- 1953: Volker Bartsch, deutscher Bildhauer und Maler
- 1953: Hartmut Grimm, deutscher Musikwissenschaftler
- 1953: Konrad Hummler, Schweizer Privatbankier
- 1954: Marika Adam, österreichische Schauspielerin und Theaterregisseurin
- 1954: Valerie Ann Amos, Baroness Amos, britische Botschafterin
- 1954: Renaud Donnedieu de Vabres, französischer Politiker
- 1954: Sjarhej Sidorski, Regierungschef in Weißrussland
- 1955: Bruno Conti, italienischer Fußballspieler
- 1955: Adam Wood, britischer Diplomat
- 1956: Dana Delany, US-amerikanische Schauspielerin
- 1957: Marcellino Lucchi, italienischer Motorradrennfahrer
- 1958: Guillermo Arriaga, mexikanischer Schriftsteller, Drehbuchautor, Filmregisseur und -produzent
- 1958: Ján Kocian, slowakischer Fußballspieler und -trainer
- 1958: Khalida Messaoudi, algerische Feministin
- 1959: Till Backhaus, deutscher Politiker, MdL, Landesminister
- 1959: Greg Norton, US-amerikanischer Bassist und Koch
- 1959: Alfonso Pecoraro Scanio, italienischer Politiker
- 1960: Jurij Andruchowytsch, ukrainischer Schriftsteller, Dichter, Essayist und Übersetzer
- 1960: Adam Clayton, Bassist der irischen Rock-Band U2
- 1960: John Greyson, kanadischer Regisseur und Drehbuchautor
- 1960: Gal Rasché, österreichische Dirigentin
- 1961: Erich Gamma, Schweizer Informatiker
- 1961: Frank Gersch, deutscher Handballspieler
- 1961: Sebastiano Nela, italienischer Fußballspieler
- 1961: Masahiko Shimada, japanischer Schriftsteller
- 1963: Fito Páez, argentinischer Liedermacher, Sänger und Komponist
- 1963: Talla 2XLC, bürgerlich Andreas Tomalla, deutscher Pionier und Wegbereiter der Techno/Trance-Szene
- 1964: Steve Collins, kanadischer Skispringer
- 1965: Nils Aschenbeck, deutscher Journalist, Buch-Autor und Verleger
- 1965: Esther Esche, deutsche Schauspielerin
- 1965: Knuth Meyer-Soltau, deutscher Jurist und Politiker
- 1965: David Orth, australischer Schauspieler
- 1965: Alexander Unzicker, deutscher Physiker
- 1966: Im Eun-ju, südkoreanische Fußballschiedsrichterin und Sportfunktionärin
- 1966: Markus Karp, deutscher Politiker
- 1967: Luigi Colturi, italienischer Skirennläufer
- 1967: Andrés Escobar, kolumbianischer Fußballspieler
- 1967: Pieter Vink, niederländischer Fußballschiedsrichter
- 1969: Luca Bucci, italienischer Fußballtorhüter
- 1969: Michael Fischer-Art, deutscher Maler und Bildhauer
- 1969: Susanna Mälkki, finnische Dirigentin und Cellistin

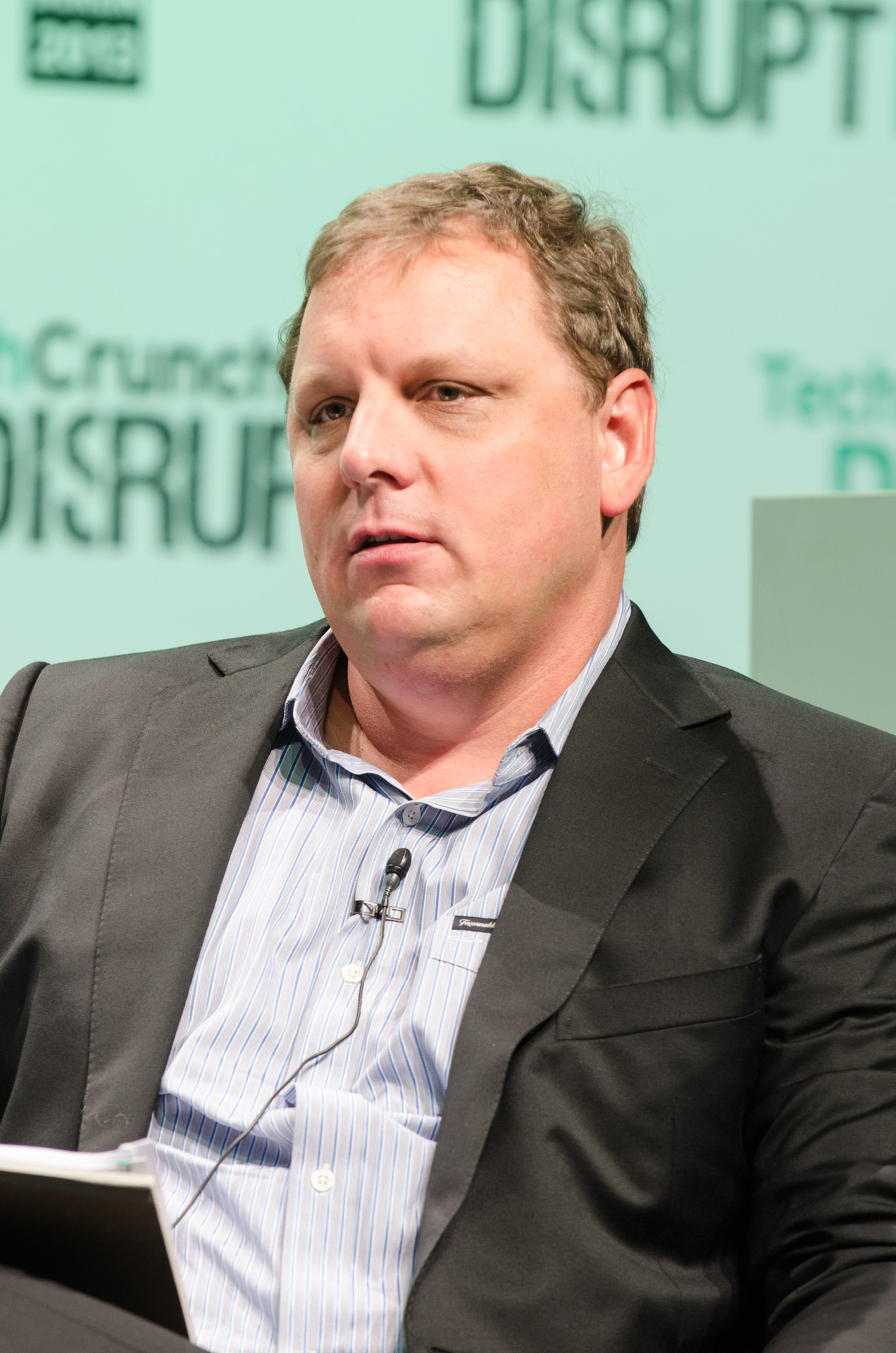
Michael Arrington (* 1970)

- 1970: Michael Arrington, US-amerikanischer Unternehmer
- 1970: Stéphane Goubert, französischer Radrennfahrer
- 1970: Jeanne d’Arc Mujawamariya, ruandische Politikerin und Diplomatin
- 1970: Tim Story, US-amerikanischer Regisseur
- 1971: Berrit Arnold, deutsche Schauspielerin
- 1971: Annabeth Gish, US-amerikanische Schauspielerin
- 1971: Jens Münchow, deutscher Schauspieler
- 1972: Cleisson Edson Assunção, brasilianischer Fußballspieler und -trainer
- 1972: Common, US-amerikanischer Rapper und Schauspieler
- 1973: David Draiman, US-amerikanischer Sänger
- 1973: Edgar Davids, niederländischer Fußballspieler
- 1973: Killa Hakan, deutsch-türkischer Rapper
- 1973: Eloy de Jong, niederländischer Sänger
- 1974: Thomas Enqvist, schwedischer Tennisspieler
- 1974: Franziska Schenk, deutsche Eisschnellläuferin und Fernsehmoderatorin
- 1974: Dmitri Lykin, russischer Sportschütze

#### 1976–2000
- 1978: Faustine Merret, französische Windsurferin
- 1978: Aaron Nguimbat, kamerunischer Fußballspieler
- 1979: Jens Filbrich, deutscher Skilangläufer, Olympiamedaillengewinner
- 1979: Jeannette Götte, deutsche Fußballspielerin
- 1979: Christoph Meineke, deutscher Kommunalpolitiker
- 1979: Johan Santana, venezolanischer Baseballspieler
- 1980: Lorraine Huber, österreichische Freeride-Sportlerin
- 1980: Gabriel Melkam, nigerianischer Fußballspieler
- 1981: Benjamin Chatton, deutscher Handballspieler und -manager
- 1981: Sofja Gülbadamova, russische Pianistin
- 1981: Stephen Maguire, schottischer Snookerspieler
- 1982: Manuel Pasqual, italienischer Fußballspieler
- 1983: Moritz Bürkner, deutscher Schauspieler
- 1983: Alex Cano, kolumbianischer Radrennfahrer
- 1983: Mariano Izco, argentinischer Fußballer

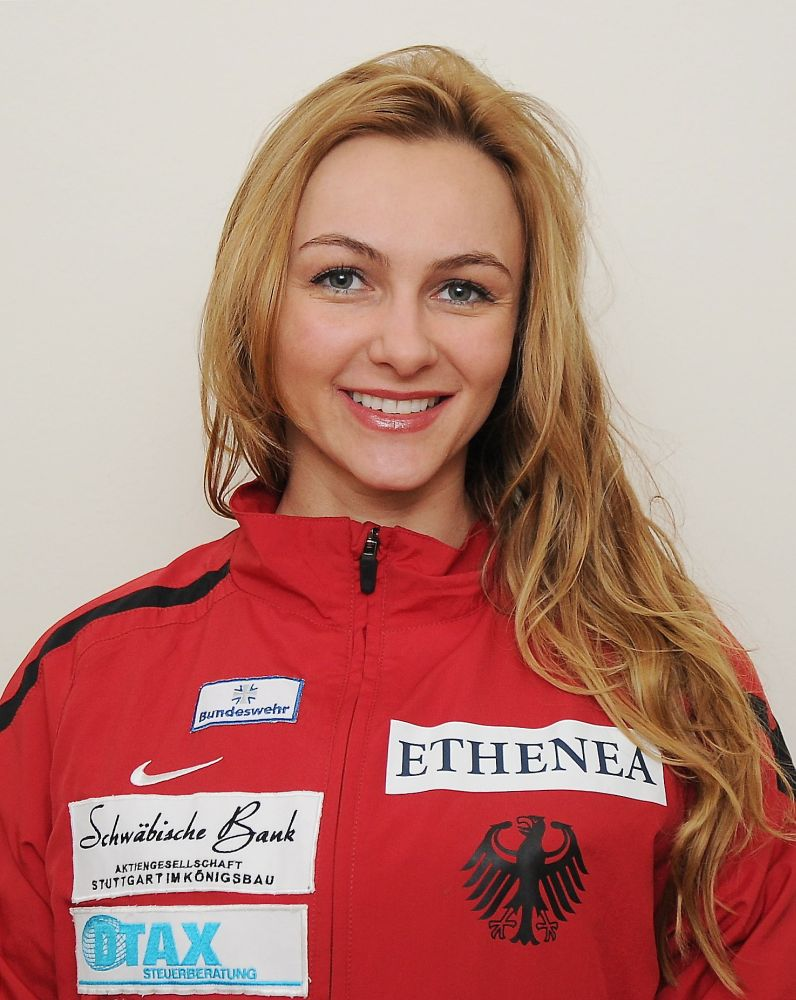
Monika Sozanska (* 1983)

- 1983: Monika Sozanska, deutsche Degenfechterin
- 1984: Natalie und Nicole Albino, US-amerikanisches Popmusik-Duo eineiiger Zwillinge
- 1984: Pieter Custers, niederländischer Bogenschütze
- 1985: Karl Bär, deutscher Politiker
- 1985: Emile Hirsch, US-amerikanischer Filmschauspieler
- 1985: Nico Kuhn, deutscher Sachbuchautor
- 1986: Gillian Alexy, australische Schauspielerin
- 1986: Andreja Klepač, slowenische Tennisspielerin
- 1987: José Luis Abadín, spanischer Automobilrennfahrer

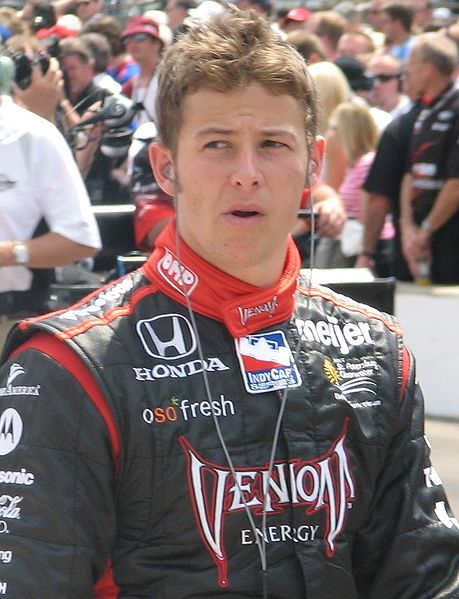
Marco Andretti (* 1987)

- 1987: Marco Andretti, US-amerikanischer Automobilrennfahrer
- 1987: Andreas Beck, deutscher Fußballspieler
- 1987: Christoph Dübener, deutscher Handballspieler
- 1987: Mauro Zárate, argentinischer Fußballspieler
- 1988: Dominik Landertinger, österreichischer Biathlet, Olympiamedaillengewinner
- 1988: 4tune, deutscher Rapper
- 1989: Holger Badstuber, deutscher Fußballspieler
- 1989: Peaches Geldof, britisches Fotomodell und It-Girl
- 1989: Karsten Kühn, deutscher Schauspieler
- 1989: Marko Marin, deutscher Fußballspieler
- 1989: Harry Melling, britischer Schauspieler
- 1989: Sanne van Olphen, niederländische Handballspielerin
- 1989: Robert Wickens, kanadischer Automobilrennfahrer
- 1991: François Affolter, Schweizer Fußballspieler
- 1991: Wellington Arias, US-amerikanischer Profiboxer
- 1991: Malou Ejdesgaard, dänische Tennisspielerin
- 1991: Menasheh Idafar, britischer Automobilrennfahrer
- 1991: Lê Quang Liêm, vietnamesischer Schachspieler
- 1991: Tristan Thompson, kanadischer Basketballspieler
- 1992: Lucy Fry, australische Schauspielerin

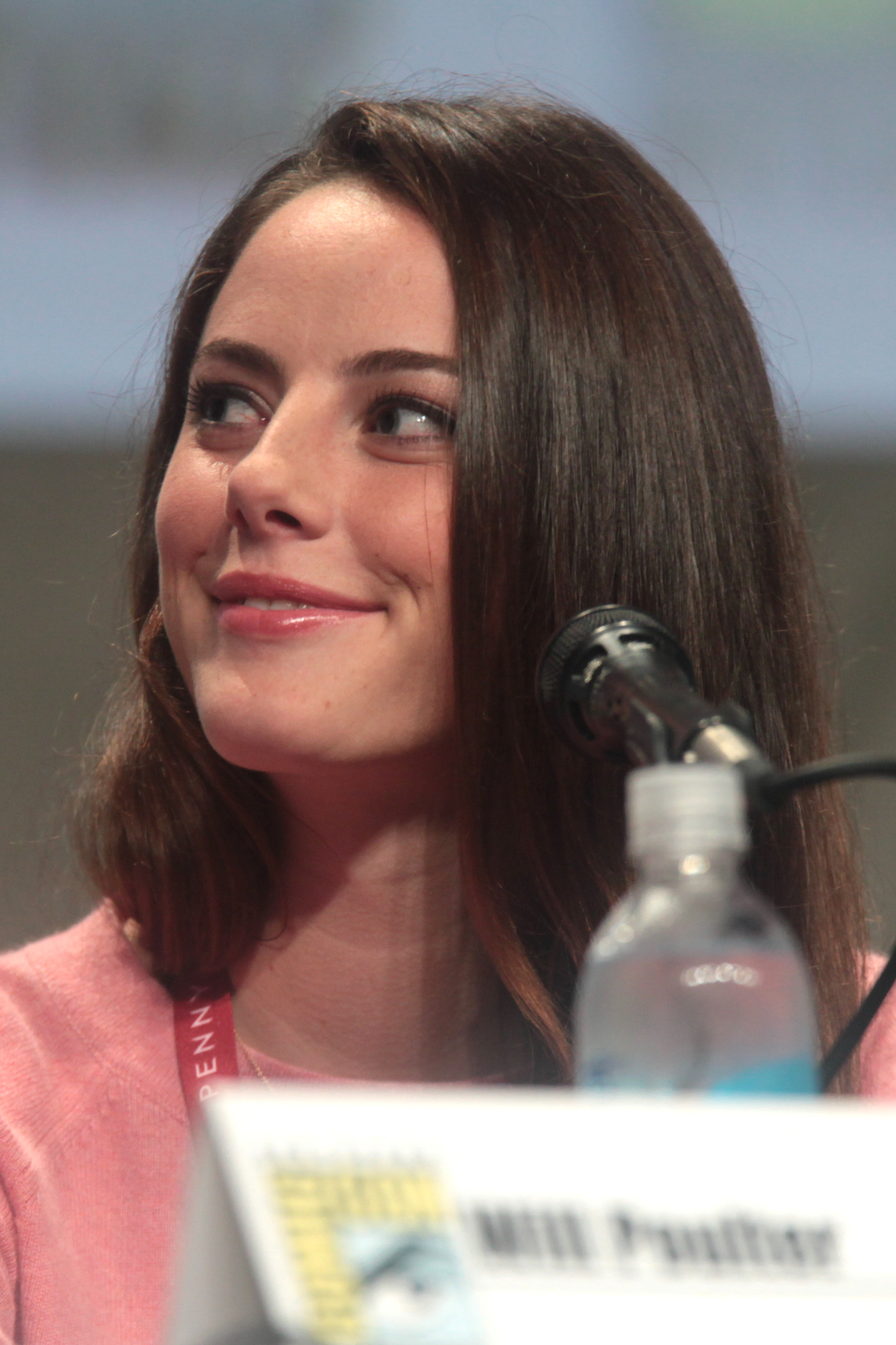
Kaya Scodelario (* 1992)

- 1992: Kaya Scodelario, britische Schauspielerin und Model
- 1992: George MacKay, britischer Schauspieler
- 1995: Mikaela Shiffrin, US-amerikanische Skirennläuferin, Olympionikin
- 1995: Anna Wiktorowna Wjachirewa, russische Handballspielerin
- 1998: Janni Serra, deutscher Fußballspieler
- 1999: Vasil Kirkov, US-amerikanischer Tennisspieler
- 2000: Jordyn Jones, US-amerikanische Sängerin, Youtuberin und Model

### 21. Jahrhundert
- 2003: Pauline Jagsch, deutsche Kanutin

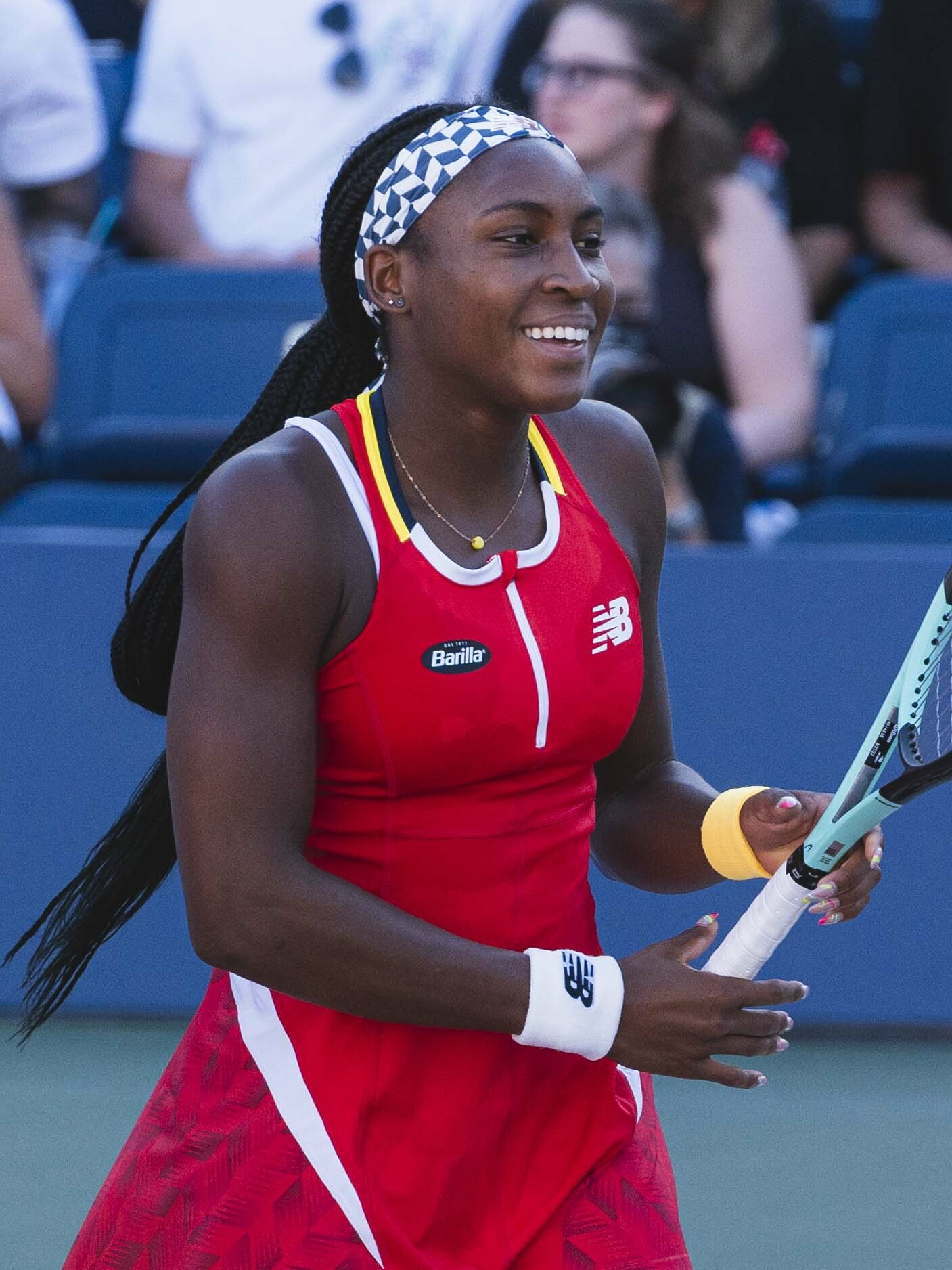
Coco Gauff (* 2004)

- 2004: Cori Gauff, US-amerikanische Tennisspielerin

## Gestorben

### Vor dem 16. Jahrhundert

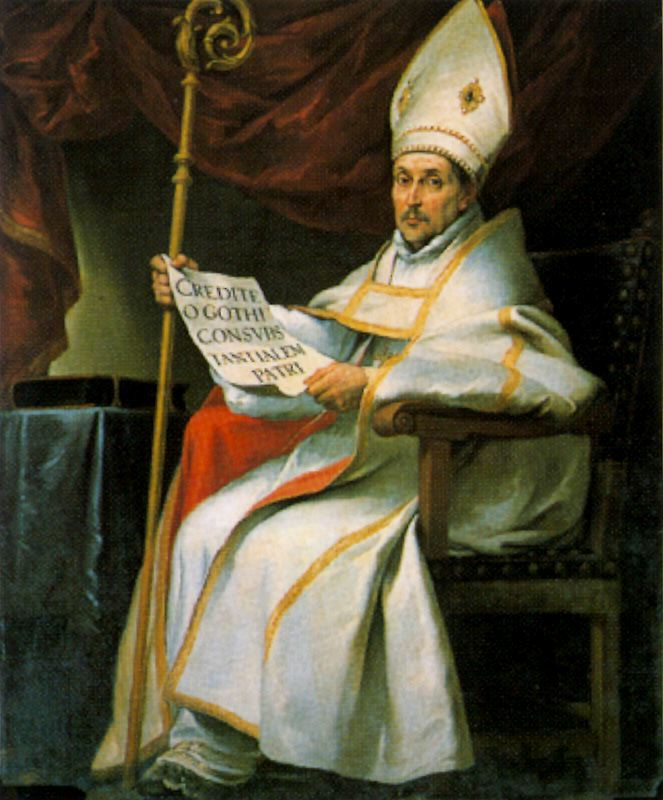
Leander von Sevilla († 600)

- 0600: Leander von Sevilla, spanischer Benediktiner und Erzbischof von Sevilla
- 0993: Hodo I., Markgraf der Lausitz
- 1181: Simon III. von Montfort, Graf von Évreux und Rochefort
- 1202: Mieszko III., Herzog von Großpolen, Herzog von Krakau und Herzog-Senior von Polen
- 1232: Agnellus von Pisa, italienischer Franziskaner
- 1265: Agnes von Schlesien-Liegnitz, zweite Gemahlin von Ulrich I., dem Stifter, Graf von Württemberg
- 1271: Henry of Almain, englischer Höfling
- 1317: Burkhard von Serkem, Bischof von Lübeck
- 1332: Theodoros Metochites, byzantinischer Diplomat, hoher Regierungsbeamter, Theologe, Philosoph, Historiker, Astronom, Dichter und Kunstmäzen
- 1395: John Barbour, schottischer Nationaldichter
- 1422: John Clifford, 7. Baron de Clifford, englischer Adeliger
- 1447: Schāh Ruch, Timuriden-Fürst
- 1489: Konrad Bitz, Bischof von Turku
- 1491: Ulrich Rösch, Abt von St. Gallen

### 16. bis 18. Jahrhundert
- 1503: Friedrich Jagiello, Bischof von Krakau, Erzbischof von Gniezno sowie Primas von Polen-Litauen
- 1508: Dietrich Brömse, Ratsherr der Hansestadt Lübeck
- 1513: Korkud, osmanischer Prinz, Gouverneur und Reichsverweser, Opfer des institutionalisierten Brudermordes im Osmanischen Reich
- 1516: Vladislav II., König von Böhmen, Ungarn, Kroatien und Slowenien
- 1528: Elsbeth Hügline, Ehefrau Balthasar Hubmaiers, Märtyrerin der Täuferbewegung
- 1531: Richard von Greiffenklau zu Vollrads, Erzbischof und Kurfürst von Trier
- 1539: Thomas Boleyn, 1. Earl of Wiltshire, englischer Adeliger, Vater von Anne und Mary Boleyn
- 1559: Georg von Ghese, Mailänder Kaufmann, Seidenwirker und evangelischer Märtyrer

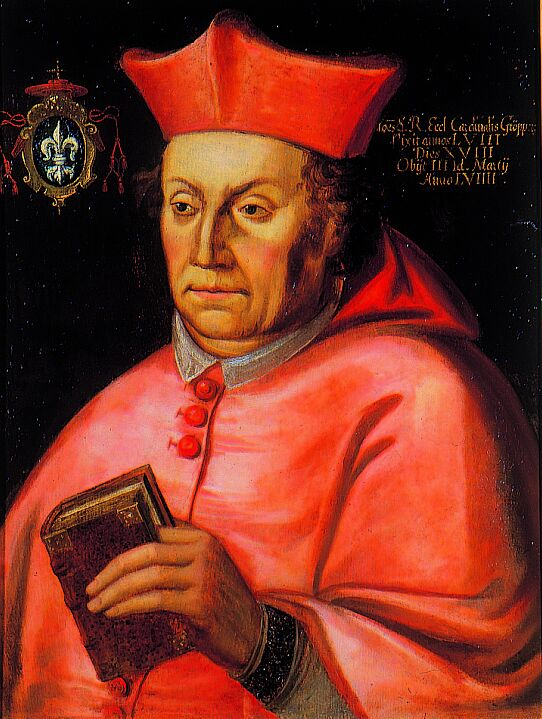
Johannes Gropper († 1559)

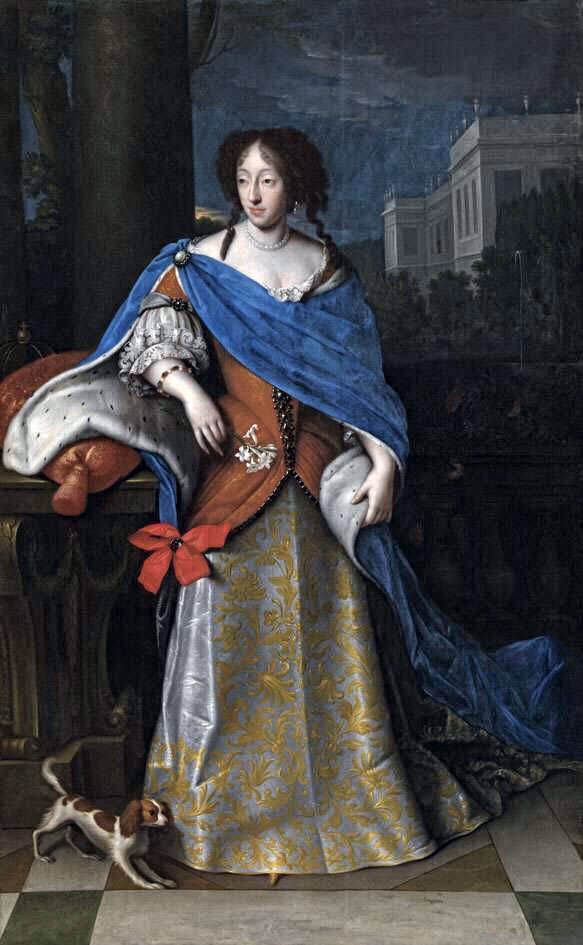
Henriette Adelheid von Savoyen († 1676)

- 1559: Johannes Gropper, deutscher katholischer Theologe, Jurist und Kirchenpolitiker
- 1567: Jan van Marnix, Herr von Toulouse, niederländischer Freiheitskämpfer
- 1569: Louis I. de Bourbon, Fürst von Condé, französischer Feldherr
- 1571: Matthias Erb, deutscher Theologe und Reformator
- 1573: Michel de L’Hospital, französischer Staatsmann, Jurist und humanistischer Schriftsteller
- 1611: Ludwig III. von Löwenstein, Graf von Löwenstein-Wertheim
- 1619: Richard Burbage, englischer Schauspieler und Theaterbesitzer
- 1628: John Bull, englischer Organist und Cembalist
- 1629: Basilius Besler, deutscher Arzt, Botaniker und Verleger
- 1638: Kuno von Alvensleben, Magdeburger Domherr
- 1663: Hugo Everhard Cratz von Scharfenstein, Bischof von Worms
- 1663: Eduard von der Pfalz, pfälzischer Prinz
- 1674: Johann Paul Schor, österreichischer Maler
- 1676: Adelheid von Savoyen, italienisch-deutsche Adelige, Kurfürstin von Bayern
- 1679: Christiane von Sachsen-Merseburg, Prinzessin von Sachsen-Merseburg und durch Heirat Herzogin von Sachsen-Eisenberg
- 1708: John Pole, 3. Baronet, englischer Politiker
- 1710: Friedrich Ulrich Cirksena, holländischer Generalleutnant und Graf in Ostfriesland
- 1711: Nicolas Boileau, französischer Schriftsteller
- 1713: Johann Samuel Adami, deutscher Theologe, Schriftsteller und Sprachforscher
- 1718: Friedrich Nicolaus Bruhns, norddeutscher Komponist
- 1719: Johann Friedrich Böttger, deutscher Naturforscher und Alchemist, Weiterentwickler des Porzellans in Europa
- 1720: Giovanni Battista Alliprandi, Architekt italienischer Abstammung, der überwiegend in Böhmen wirkte
- 1721: Caspar Gottlob von Rodewitz, deutscher Holzbildschnitzer und Steinbildhauer
- 1731: Dorothea Friederike von Brandenburg-Ansbach, Gräfin von Hanau
- 1733: Charlotte Aïssé, französische Literatin
- 1736: John Walsh, englischer Musikverleger und Instrumentenbauer
- 1741: Renier Roidkin, wallonischer Maler
- 1742: Alfons Ambuel, Schweizer Offizier und Politiker
- 1748: Heinrich XXV., Graf Reuß zu Gera
- 1753: Antonio Saverio Gentili, italienischer Kurienkardinal
- 1765: Mathias Gerl, österreichischer Architekt und Baumeister
- 1766: Thomas Carew, britischer Politiker
- 1766: Christian Gottlob Kändler, Rektor der Stadtschule in Sangerhausen und wissenschaftlicher Publizist
- 1767: Maria Josepha Carolina von Sachsen, Dauphine von Frankreich
- 1779: Roman Benedikt Nollet, in der Region Trier, in Luxemburg und im Saarland tätiger Orgelbauer
- 1783: Leopold Ernst von Firmian, Fürstbischof von Seckau, Fürstbischof von Passau und Kardinal
- 1792: Hamad ibn Said, Sayyid von Maskat
- 1797: Achatz Ferdinand von der Asseburg, deutscher Diplomat
- 1798: Genovefa Weber, deutscher Opernsängerin und Schauspielerin

### 19. Jahrhundert
- 1801: Ulrich Karl von Froreich, preußischer Generalmajor und Chef des Leibkürassierregiments
- 1807: Nikolai Petrowitsch Resanow, russischer Staatsmann
- 1808: Christian VII., König von Dänemark und Norwegen
- 1809: Ernst Wilhelm Cuhn, deutscher Bibliothekar und Historiker
- 1811: Franz Paul von Herbert, österreichischer Kunstmäzen

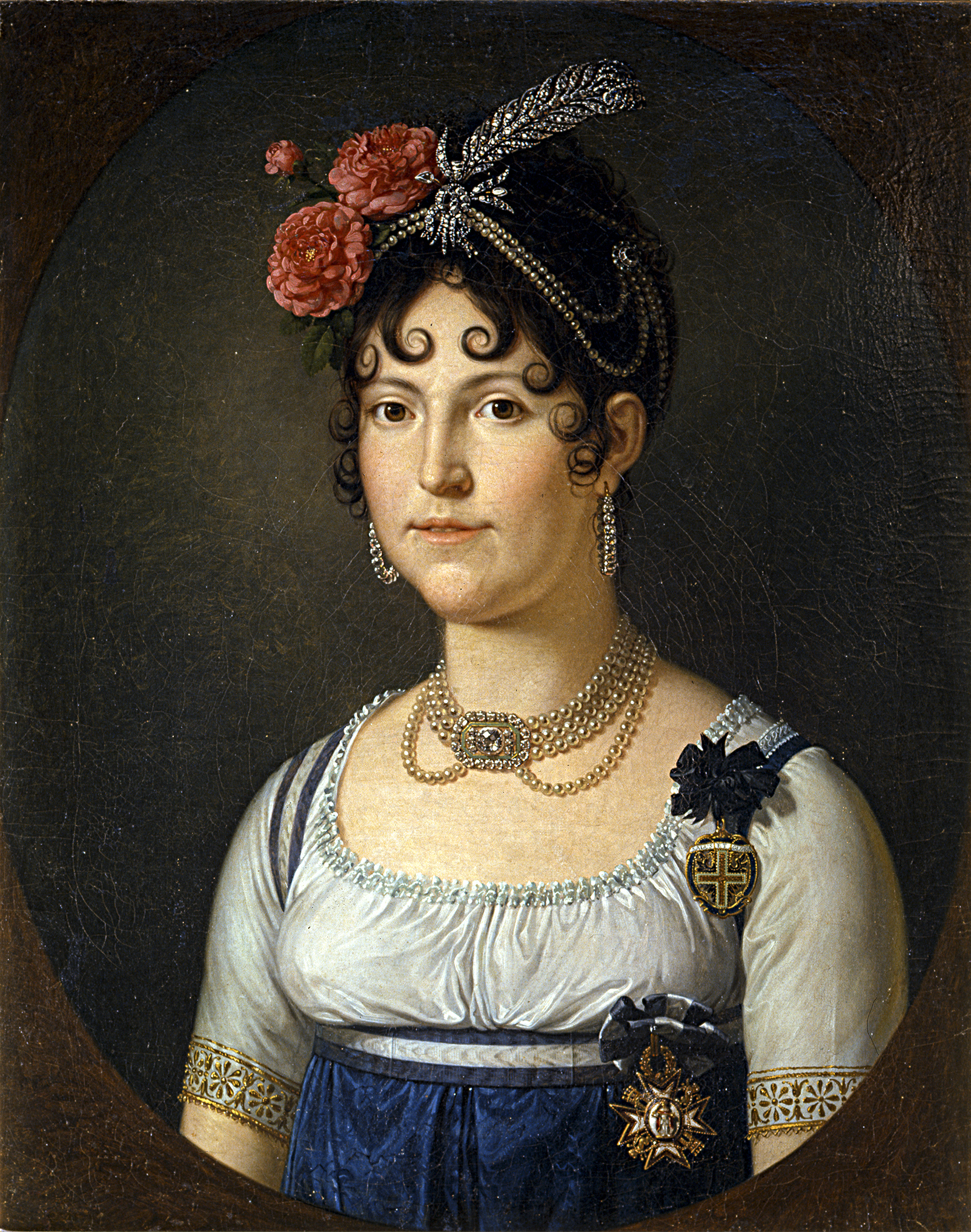
Maria Luisa von Spanien († 1824)

- 1812: Johannes le Francq van Berkhey niederländischer Naturforscher, Dichter und Maler
- 1813: Georg Adolf Suckow, deutscher Naturwissenschaftler, Physiker, Chemiker, Mineraloge und Bergbaukundler
- 1814: Louis François II. de Bourbon, Fürst von Conti
- 1824: Carsten Anker, norwegischer Industrieller und Diplomat
- 1824ː Sophia Lee, englische Schriftstellerin
- 1824: Maria Luisa von Spanien, Königin von Etrurien und Herzogin von Lucca
- 1826: Johann Friedrich Christoph Buff, deutscher evangelischer Geistlicher
- 1826: Georg Heinrich Nöhden, deutsch-britischer Erzieher und Philologe
- 1838: Meinrad Dreher, deutscher Orgelbauer
- 1839: Wenzel Robert von Gallenberg, österreichischer Komponist, Intendant und Schöpfer von Ballettmusiken
- 1839: Johann Schön, österreichischer Jurist, Staatswissenschaftler und Schriftsteller
- 1842: Emanuel von Friedrichsthal, österreichischer Reiseschriftsteller
- 1845: Ignaz Bruder, deutscher Orgelbauer
- 1847: Christian Gotthold Engelmann, deutscher Apotheker und Chemiefabrikant
- 1849: Alessandro Sanquirico, italienischer Maler, Szenograf, Architekt und Dekorateur

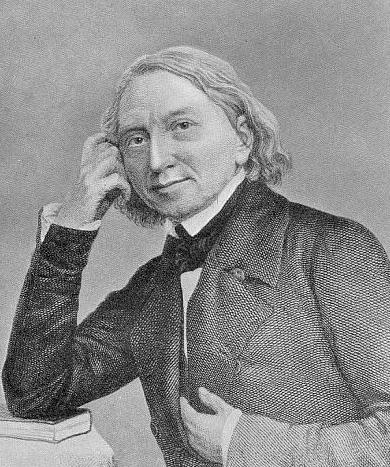
Karl Lachmann († 1851)

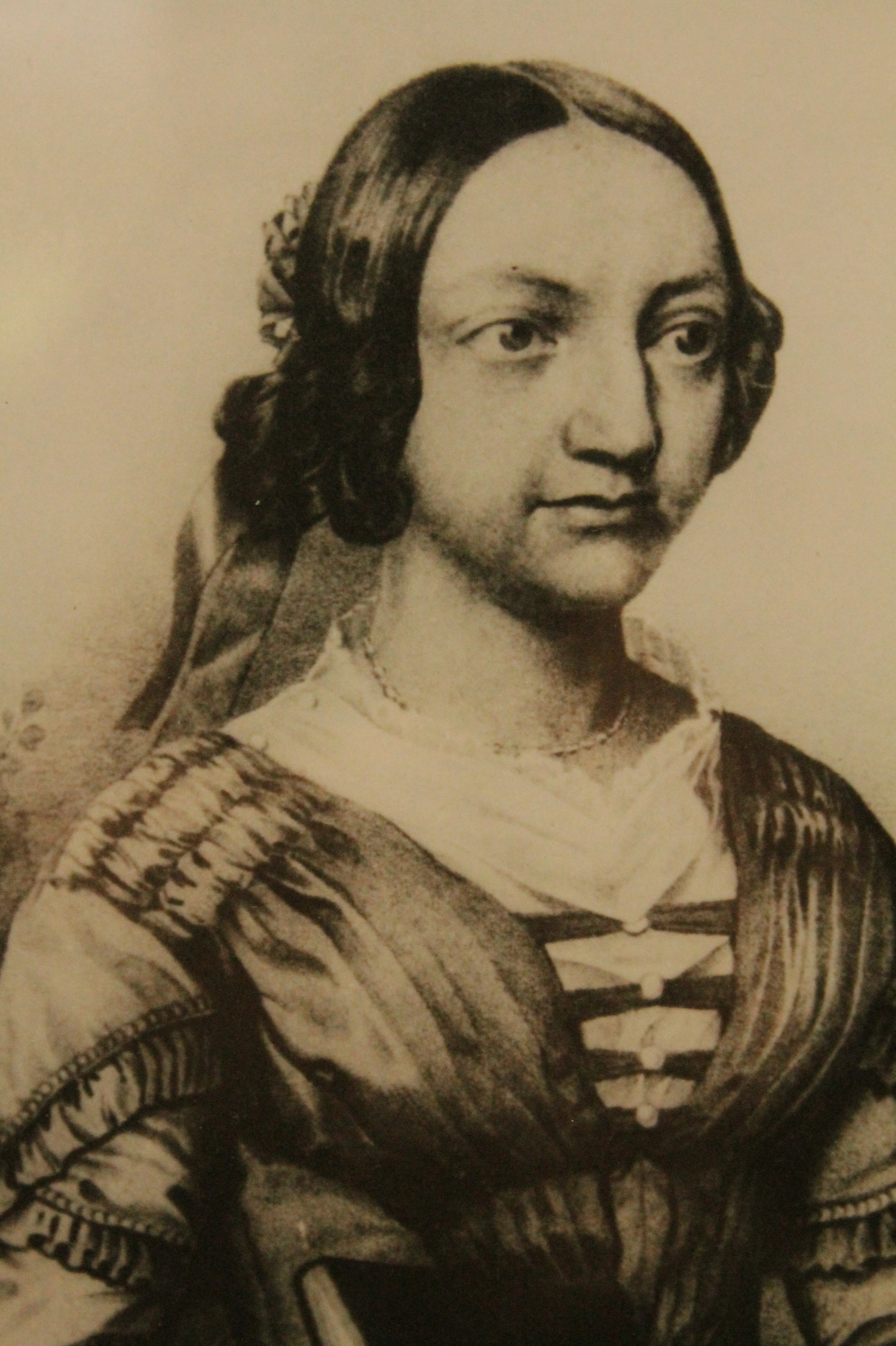
Louise Otto-Peters († 1895)

- 1851: Karl Lachmann, deutscher Philologe
- 1851: Peter Feddersen Stuhr, deutscher Hochschullehrer und Historiker
- 1852: Georg Moller, deutscher Architekt und Stadtplaner
- 1854: Jean-Baptiste de Villèle, französischer Staatsmann
- 1856: Jacques Delisse, französischer Apotheker und Botaniker
- 1857: William Amherst, 1. Earl Amherst, britischer Politiker und Staatsmann
- 1862: Christian Friedrich Lessing, deutscher Arzt und Botaniker
- 1868: Albert Geutebrück, deutscher Architekt
- 1875: Karl Wilhelm Knochenhauer, deutscher Pädagoge, Rektor und Physiker
- 1876: Joseph von Führich, österreichischer Maler
- 1878: Camille de La Berge, französischer Literaturhistoriker und Numismatiker
- 1879: Adolf Anderssen, deutscher Schachmeister
- 1881: Alexander II., Zar von Russland aus dem Haus Romanow-Holstein-Gottorp
- 1883: Adelbert von Keller, deutscher Germanist und Romanist
- 1884: Siegfried Heinrich Aronhold, deutscher Mathematiker und Physiker
- 1885: Wilhelm Dunker, deutscher Geologe, Paläontologe und Zoologe
- 1888: Carl Hunstein, deutscher Kolonialbeamter und Ornithologe
- 1889: Enrico Tamberlik, italienischer Operntenor
- 1893: Louis Cabat, französischer Landschaftsmaler
- 1895: Louise Otto-Peters, deutsche Schriftstellerin und Journalistin, Mitbegründerin der deutschen Frauenbewegung
- 1898: Julius Schulhoff, österreichischer Pianist und Komponist
- 1900: Jan Ondříček, tschechischer Kapellmeister, Geiger und Musikpädagoge

### 20. Jahrhundert

#### 1901–1950

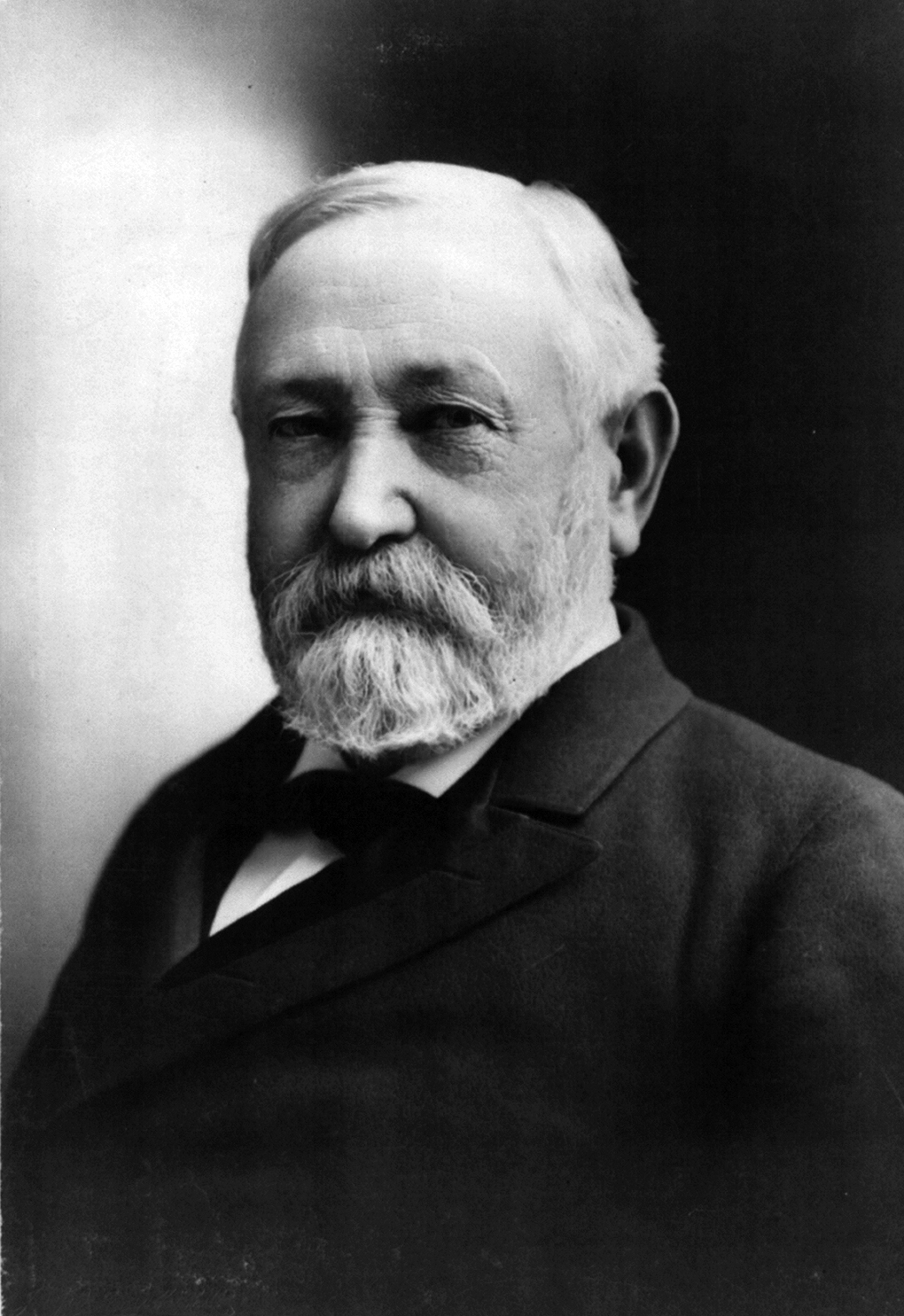
Benjamin Harrison († 1901)

- 1901: Benjamin Harrison, US-amerikanischer Politiker, 23. Präsident der USA
- 1901: Max Georg Schubert, deutscher Industrieller
- 1903: Alexander Andrae, deutscher Landwirt und Politiker
- 1904: Hugo von François, deutscher Offizier
- 1905: Franz Gustav Arndt, deutscher Landschafts- und Genremaler
- 1906: Susan B. Anthony, US-amerikanische Frauenrechtlerin
- 1906: Heinrich Schwenger, deutscher Baumeister
- 1908: Raoul Arnauld de la Perière, deutscher Schauspieler
- 1911: Jacob Maarten van Bemmelen, niederländischer Chemiker
- 1913: Thomas Peter Krag, norwegischer Schriftsteller
- 1913: Ernst Ravenstein, deutscher Kartograf

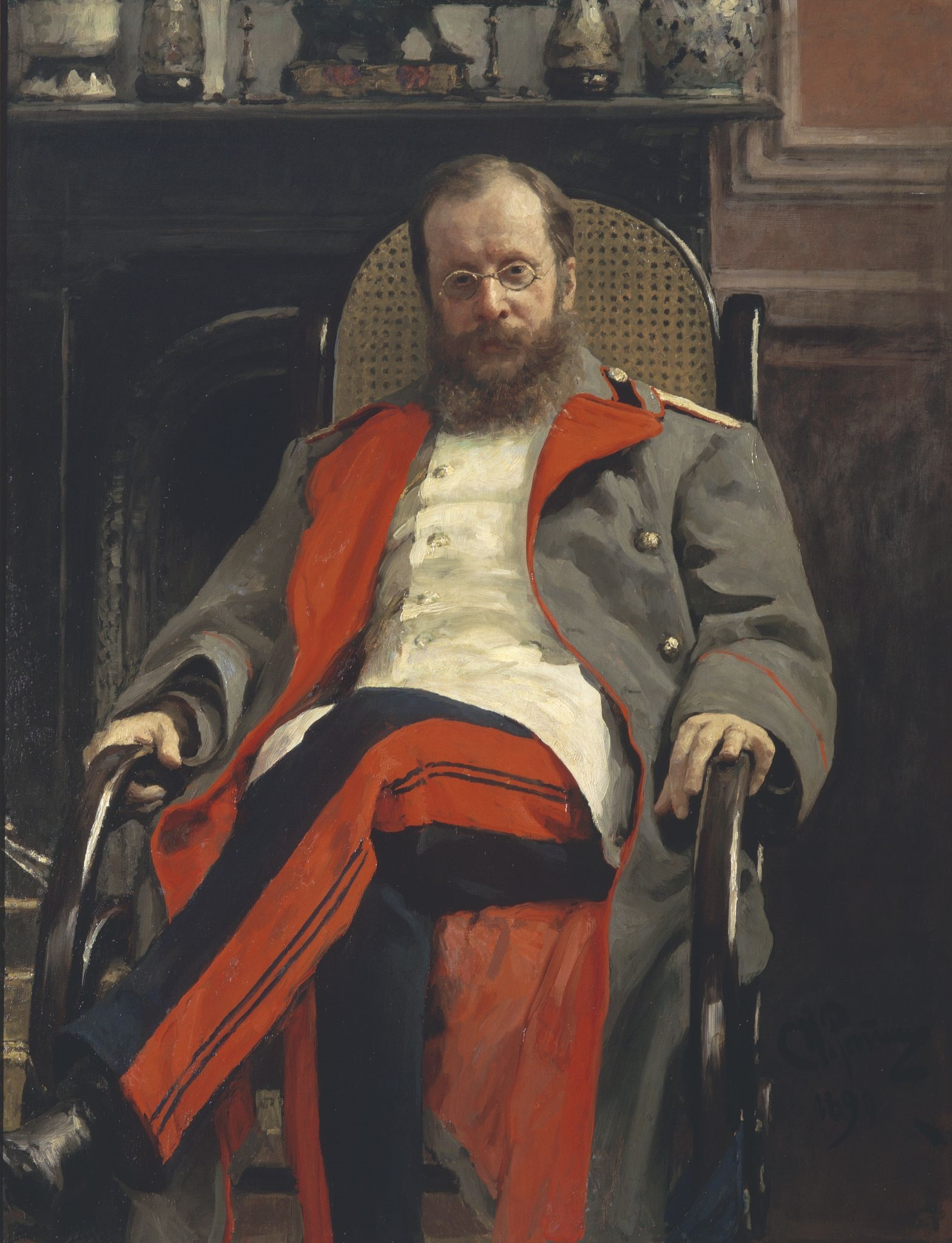
César Cui († 1918)

- 1918: César Cui, russischer Offizier, Komponist und Musikkritiker
- 1918: Karel Stecker, tschechischer Musiktheoretiker und -pädagoge, Organist und Komponist
- 1919: Amy Woodforde-Finden, britische Komponistin
- 1925ː Mathilde Borsinger-Müller, Schweizer Hotelière
- 1925: Hedwig Dransfeld, deutsche katholische Frauenrechtlerin und Politikerin, MdL, MdR
- 1928: Laura Valborg Aulin, schwedische Pianistin und Komponistin
- 1930: Stephen Alfred Forbes, US-amerikanischer Biologe, Mitbegründer der Limnologie
- 1930: August Stradal, deutsch-tschechischer Pianist, Arrangeur, Komponister und Musikpädagoge
- 1932: John Atkinson, Baron Atkinson, irisch-britischer Jurist und Politiker
- 1932: Rudolf Kalvach, österreichischer Grafiker
- 1932: Heinrich Tramm, deutscher Politiker und Verwaltungsbeamter, MdL, Oberbürgermeister von Hannover
- 1935: Richard Mollier, deutsch-österreichischer Physiker, Physikochemiker und Maschinenbauer

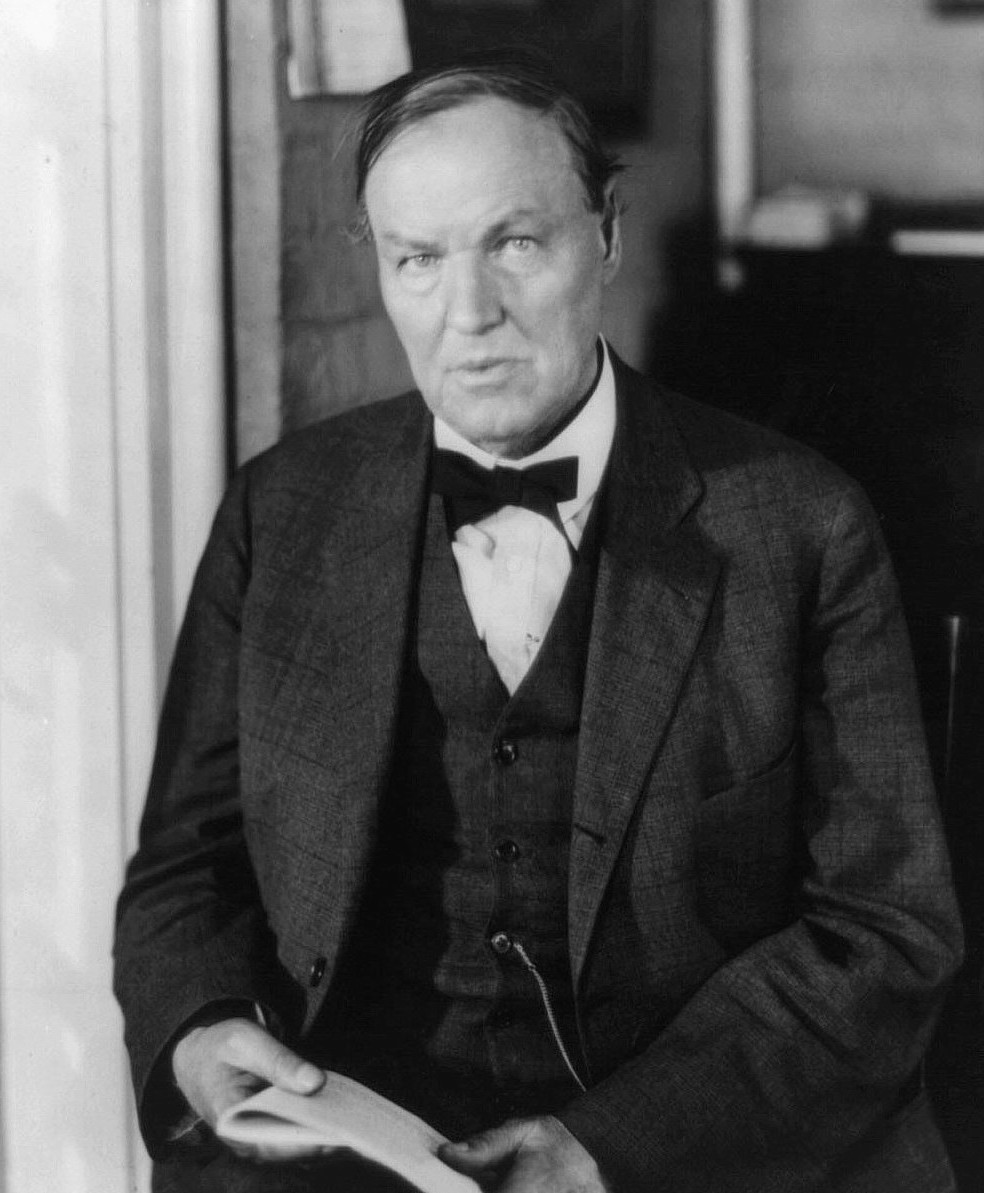
Clarence Darrow († 1938)

- 1938: Clarence Darrow, US-amerikanischer Rechtsanwalt, Strafverteidiger und Bürgerrechtler
- 1938: Carlo Minoretti, italienischer Priester, Erzbischof von Genua und Kardinal
- 1939: Lucien Lévy-Bruhl, französischer Ethnologe
- 1940: Elise Augustat, deutsche Politikerin
- 1943ː Erna Feld, deutsche Rezitatorin, Hörfunkautorin und Schauspielerin, Opfer der Shoa
- 1943: Erich Ludwig Loewenthal, deutscher Philologe, Studienrat und Herausgeber, Opfer des Nationalsozialismus
- 1943: Victor Klemperer von Klemenau, deutscher Bankier
- 1943: Stephen Vincent Benét, US-amerikanischer Schriftsteller
- 1945: Guus van Hecking-Colenbrander, niederländischer Fußballspieler
- 1945: Johanna Tesch, deutsche Politikerin, MdR, Opfer des Nationalsozialismus
- 1946: Thomas Dunhill, britischer Komponist

#### 1951–2000

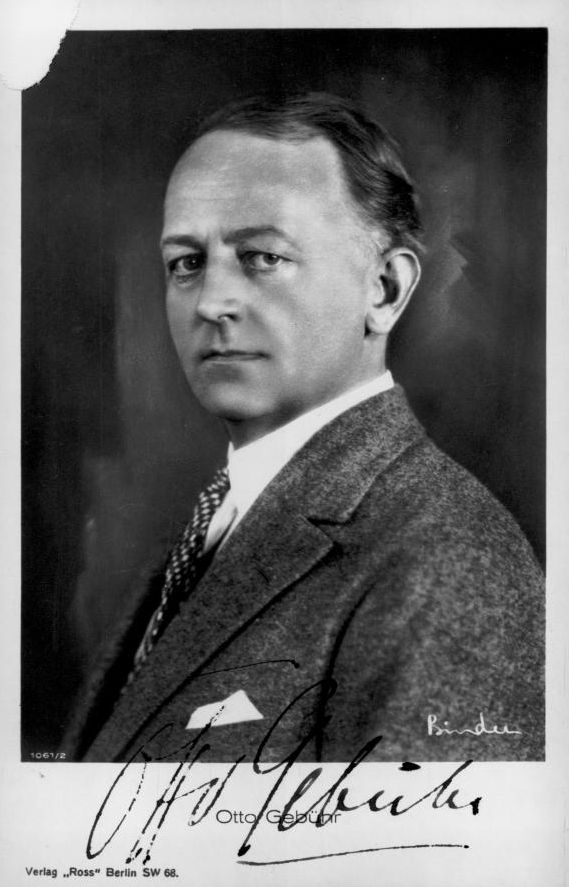
Otto Gebühr († 1954)

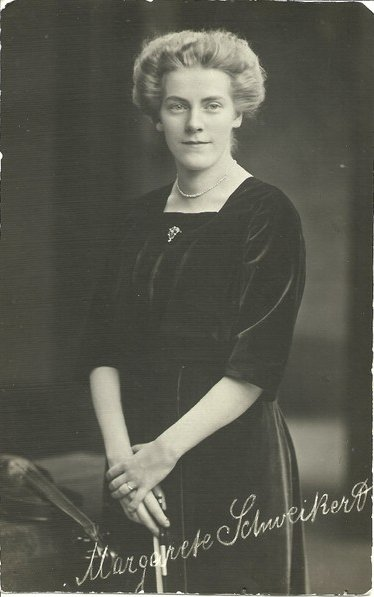
Margarete Schweikert († 1957)

- 1951: Oskar C. Posa, österreichischer Komponist und Kapellmeister
- 1951: Hara Tamiki, japanischer Schriftsteller
- 1952: Giovanni Nasalli Rocca di Corneliano, italienischer Priester, Erzbischof von Bologna, Kardinal
- 1953: Leopold Kunschak, österreichischer Politiker und Gewerkschaftsführer
- 1954: Otto Gebühr, deutscher Schauspieler
- 1955: Karl Müller, deutscher Botaniker und Önologe
- 1957: Paul Bildt, deutscher Schauspieler
- 1957: Ernst Nobs, Schweizer Bundesrat
- 1957: Margarete Schweikert, deutsche Komponistin, Geigerin und Pianistin
- 1959: Andrés Gaos, spanischer Komponist, Violinist und Musikpädagoge
- 1960: Louis Wagner, französischer Autorennfahrer
- 1961: Ruth Fischer, österreichische Politikerin und Publizistin
- 1961ː Marie Therese Gosse, deutsche Pädagogin
- 1965: Vittorio Jano, italienischer Automobilkonstrukteur
- 1965: Fan Noli, albanischer orthodoxer Bischof und Politiker
- 1967: Andrej Andrejew, russischer Filmarchitekt, Zeichner und Bühnenbildner
- 1967: Lise Gujer, Schweizer Textilkünstlerin
- 1971: Leopold Hochgatterer, österreichischer Politiker
- 1971: Rockwell Kent, US-amerikanischer Maler
- 1971: Günther Wendt, deutscher Maler, Grafiker und Museumsdirektor
- 1973: Doug Bragg, US-amerikanischer Country- und Rockabilly-Musiker
- 1973: Édouard Froment, französischer Politiker und Widerstandskämpfer

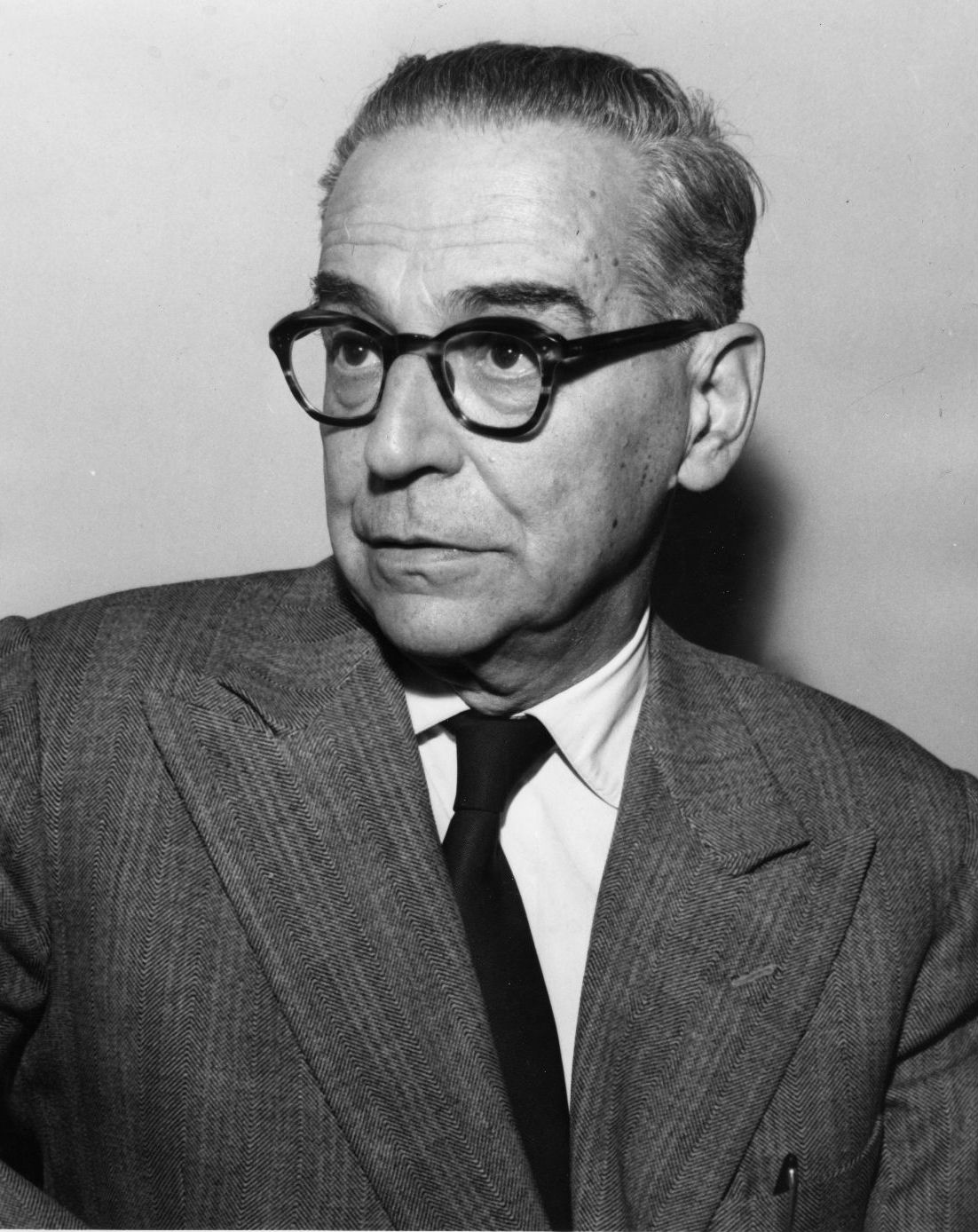
Ivo Andrić († 1975)

- 1975: Ivo Andrić, jugoslawischer Schriftsteller, Diplomat, Politiker und Literaturnobelpreisträger
- 1975: Ruth Schaumann, deutsche Schriftstellerin und Bildhauerin
- 1976: Inge Sedlmaier, deutsche Turnerin
- 1977ː Renate von Brause, deutsche Architektin und Hochschullehrerin
- 1976: Max Tau, deutsch-norwegischer Schriftsteller, Lektor und Verleger
- 1977: Jan Patočka, tschechischer Philosoph
- 1978: John Cazale, US-amerikanischer Schauspieler
- 1979: Parviz Nikkhah, iranischer Studentenführer
- 1980: Tauno Pylkkänen, finnischer Komponist
- 1980: André Van den Steen, belgischer Radrennfahrer
- 1983: Louison Bobet, französischer Radrennfahrer
- 1983: Anton Slodnjak, slowenischer Schriftsteller, Herausgeber, Literaturwissenschaftler und -historiker
- 1985: Bob Shad, US-amerikanischer Musikproduzent

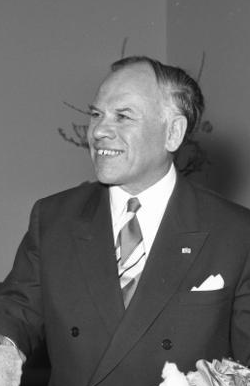
Eugen Gerstenmaier († 1986)

- 1986: Eugen Gerstenmaier, deutscher Theologe, Widerstandskämpfer, Politiker, MdB und Bundestagspräsident, MdEP
- 1987: Bernhard Grzimek, deutscher Tierarzt, Verhaltensforscher, Zoodirektor, Fernsehmoderator, Tierfilmer und Autor
- 1987: Fela Sowande, nigerianischer Komponist, Organist und Musikpädagoge
- 1988: John Holmes, US-amerikanischer Pornodarsteller
- 1989: Carl Dahlhaus, deutscher Musikwissenschaftler
- 1990: Bruno Bettelheim, US-amerikanischer Psychoanalytiker und Kinderpsychologe
- 1990: Ernst Goldenbaum, deutscher Politiker, Minister für Land- und Forstwirtschaft der DDR
- 1990: Oskar Hippe, deutscher Trotzkist und Widerstandskämpfer gegen den Nationalsozialismus
- 1990: Karl Münchinger, deutscher Dirigent
- 1991: Jimmy McPartland, US-amerikanischer Jazz-Kornettist
- 1992: Frieda Fronmüller, deutsche Kirchenmusikerin
- 1993: Gene Hartley, US-amerikanischer Autorennfahrer
- 1994: Danny Barker, US-amerikanischer Banjo-Spieler, Sänger, Komponist, Gitarrist, Ukulele-Spieler und Bandleader des traditionellen Jazz
- 1994: Eva Gräfin Finck von Finckenstein, deutsche Politikerin, MdB
- 1994: Sandra Paretti, deutsche Schriftstellerin
- 1995: Juliette Pétrie, kanadische Schauspielerin, Komikerin, Sängerin und Tänzerin
- 1996: Krzysztof Kieślowski, polnischer Filmregisseur und Drehbuchautor
- 1998: Hans Joachim Pabst von Ohain, deutsch-US-amerikanischer Physiker und Luftfahrtpionier, einer der Väter des Strahltriebwerks
- 1999: Jean-Claude Justice, französischer Autorennfahrer
- 1999: Garson Kanin, US-amerikanischer Drehbuchautor
- 2000: Jean-Luis Jorge, dominikanischer Regisseur, Drehbuchautor, Film- und Fernsehproduzent

### 21. Jahrhundert
- 2002: Ivano Blason, italienischer Fußballspieler
- 2002: Hans-Georg Gadamer, deutscher Philosoph
- 2002: Bayliss Levrett, US-amerikanischer Autorennfahrer

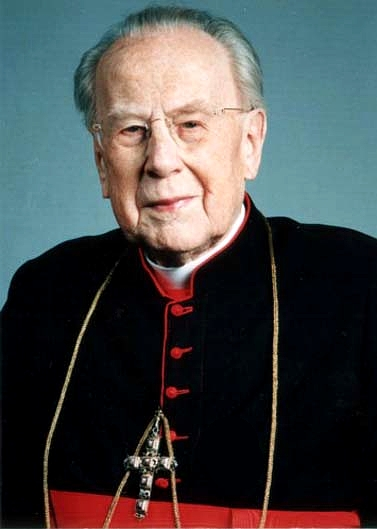
Franz König († 2004)

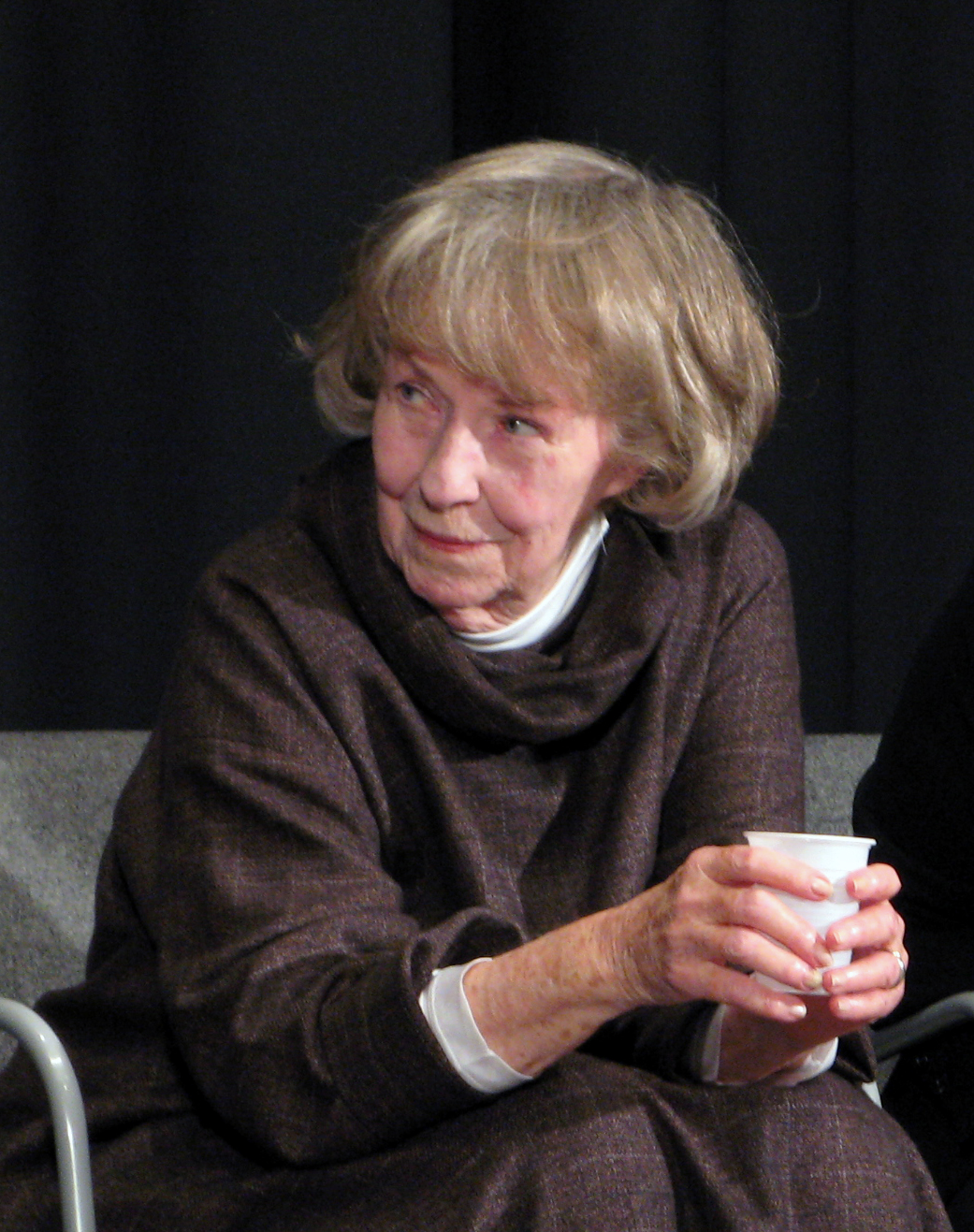
Betsy Blair († 2009)

- 2004: Franz König, österreichischer Priester und Theologe, Militärbischof, Erzbischof von Wien und Kardinal
- 2005: Gustav Hertzfeldt, deutscher Politiker, Journalist und Diplomat
- 2005: Joachim von Seydlitz-Kurzbach, deutscher Brigadegeneral, Angehöriger des Bundesnachrichtendienstes
- 2005: Yoshihisa Taira, japanisch-französischer Komponist
- 2006: Jimmy Johnstone, schottischer Fußballspieler
- 2007: Herbert Fux, österreichischer Schauspieler und Politiker, Mitbegründer der Grünen
- 2007: Harald Leupold-Löwenthal, österreichischer Psychoanalytiker
- 2009: Betsy Blair, US-amerikanische Schauspielerin
- 2009: Claude Brinegar, US-amerikanischer Politiker
- 2009: Andrew Martin, kanadischer Wrestler
- 2010: Josef Angenfort, deutscher Politiker, Widerstandskämpfer gegen den Nationalsozialismus, MdL
- 2010: Charlie Ashcroft, englischer Fußballspieler
- 2010: Ian Axford, neuseeländischer Astrophysiker
- 2011: Andreas Franz, deutscher Schriftsteller
- 2011: Rick Martin, kanadischer Eishockeyspieler
- 2011: Sascha Wagener, deutsch-luxemburgischer Politiker
- 2013: Rosemarie Fendel, deutsche Schauspielerin, Synchron- und Hörspielsprecherin
- 2013: Sepp Folger, deutscher Skirennläufer
- 2013: Anna Jonas, deutsche Schriftstellerin
- 2013: Rolf Schult, deutscher Schauspieler und Synchronsprecher
- 2014: Reubin Askew, US-amerikanischer Politiker
- 2015: Daevid Allen, australischer Rockmusiker
- 2015: Jean-Louis Capette, französischer Autorennfahrer
- 2015ː Zofia Kielan-Jaworowska, polnische Wirbeltier-Paläontologin, Gerechte unter den Völkern
- 2016: Kenneth Broderick, kanadischer Eishockeyspieler
- 2016: Hilary Putnam, US-amerikanischer Philosoph
- 2017: Ramesh Mishra, indischer Sarangispieler
- 2017: Richard zu Sayn-Wittgenstein-Berleburg, deutscher Unternehmer
- 2017: Ed Whitlock, kanadischer Mittel- und Langstreckenläufer
- 2018: T. Berry Brazelton, US-amerikanischer Pädiater
- 2018: Nora Schimming-Chase, namibische Politikerin und Bürgerrechtlerin
- 2020: Melanie Becker, deutsche Physikerin
- 2020: * 2020: Horst Felbermayr senior, österreichischer Unternehmer und Autorennfahrer
- 2020: Dana Zátopková, tschechische Speerwerferin, Ehefrau von Emil Zátopek
- 2021: Alken Bruns, deutscher Übersetzer, Skandinavist und Historiker
- 2021: Marvelous Marvin Hagler, US-amerikanischer Boxer
- 2021: Roger Maes, belgischer Volleyballspieler
- 2021: Kiyoko Ono, japanische Turnerin und Politikerin
- 2021: Murray Walker, britischer Reporter und TV-Kommentator
- 2022: Erhard Busek, österreichischer Politiker
- 2022: Vic Elford, britischer Automobilrennfahrer
- 2022: William Hurt, US-amerikanischer Schauspieler
- 2022: Brent Renaud, US-amerikanischer Journalist, Schriftsteller, Dokumentarfilmer und Fotojournalist
- 2023: Patricia Schroeder, US-amerikanische Politikerin
- 2023: Vera Selby, englische English-Billiards- und Snookerspielerin
- 2024: Wolfgang Gabriel, österreichischer Komponist, Dirigent und Musikpädagoge
- 2024: Neofit von Bulgarien, Patriarch der bulgarisch-orthodoxen Kirche
- 2024: Aribert Reimann, deutscher Pianist, Komponist und Musikwissenschaftler
- 2025: Sofia Gubaidulina, russische Komponistin
- 2025: Edgar Oehler, Schweizer Unternehmer und Politiker
- 2025ː Mathilde Schwabeneder, österreichische Radio- und TV-Journalistin beim ORF

## Feier- und Gedenktage
- Kirchliche Gedenktage
  - Georg von Ghese, italienischer Kaufmann und Märtyrer (evangelisch)

- Namenstage
  - Leander, Pauline

Weitere Einträge enthält die Liste von Gedenk- und Aktionstagen.